# Cucina abruzzese

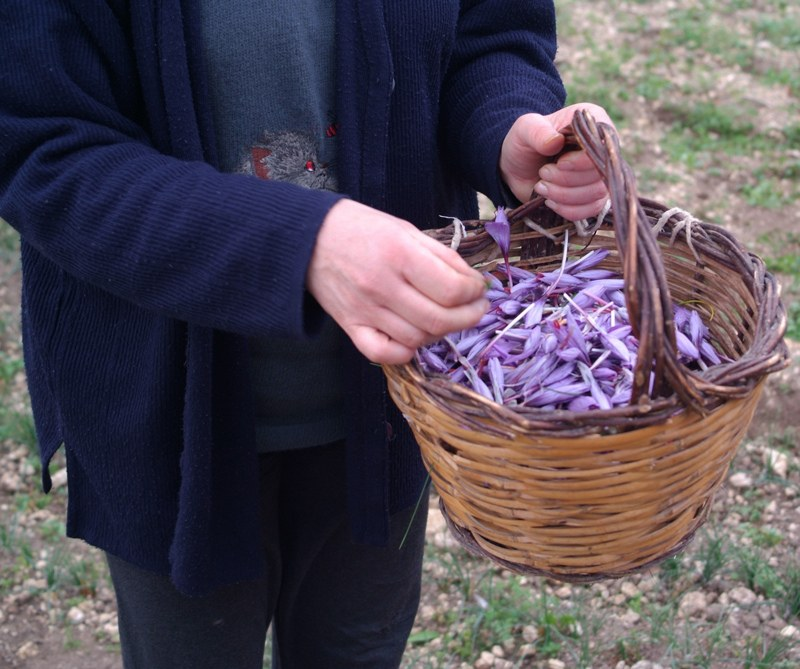
Zafferano dell'Aquila

La cucina abruzzese è la tradizionale cucina dell'Abruzzo; molto variegata, è originaria sia delle tradizioni pastorali delle zone interne montane che marinare della zona costiera.

## Storia

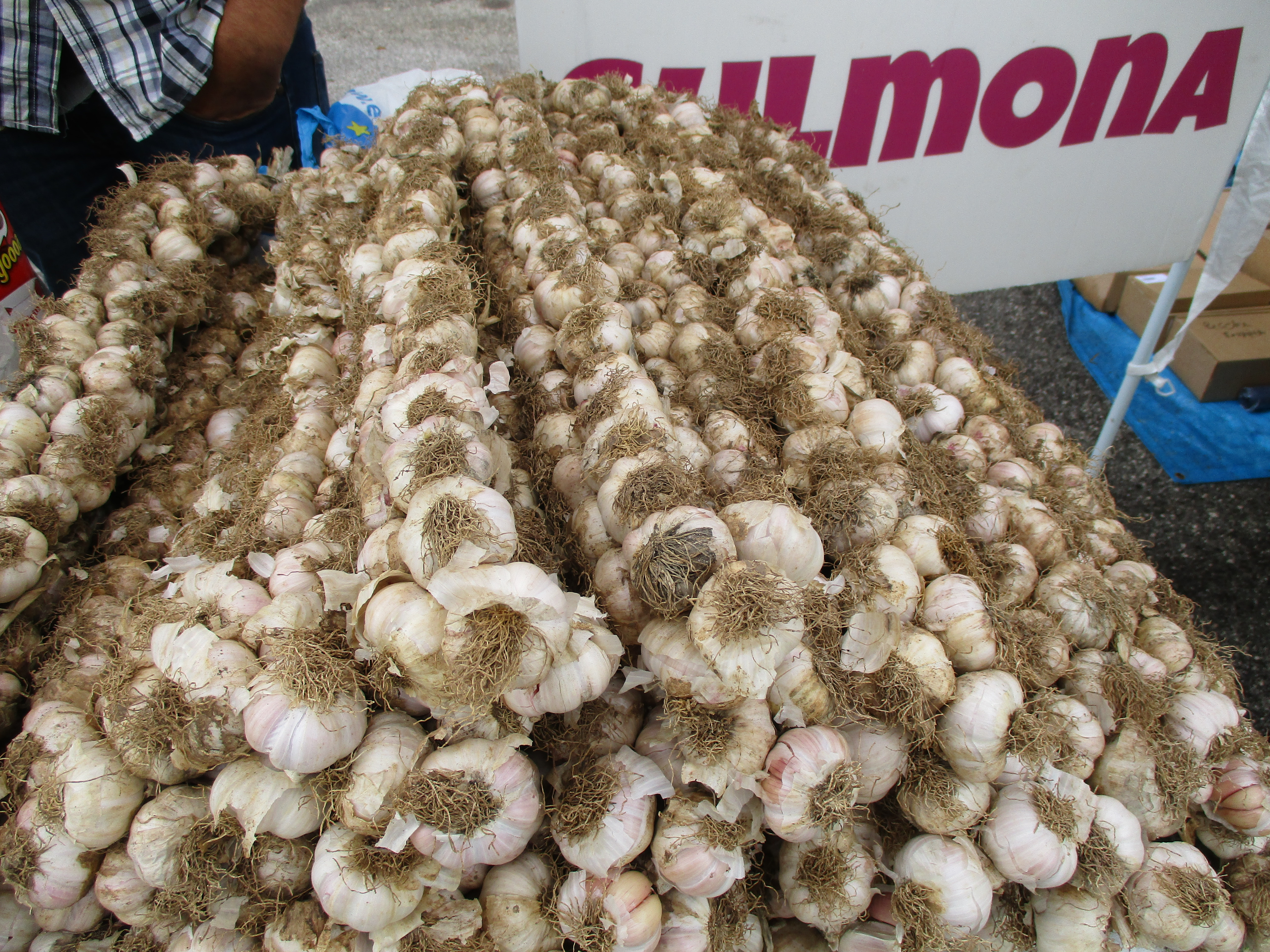
Aglio rosso di Sulmona

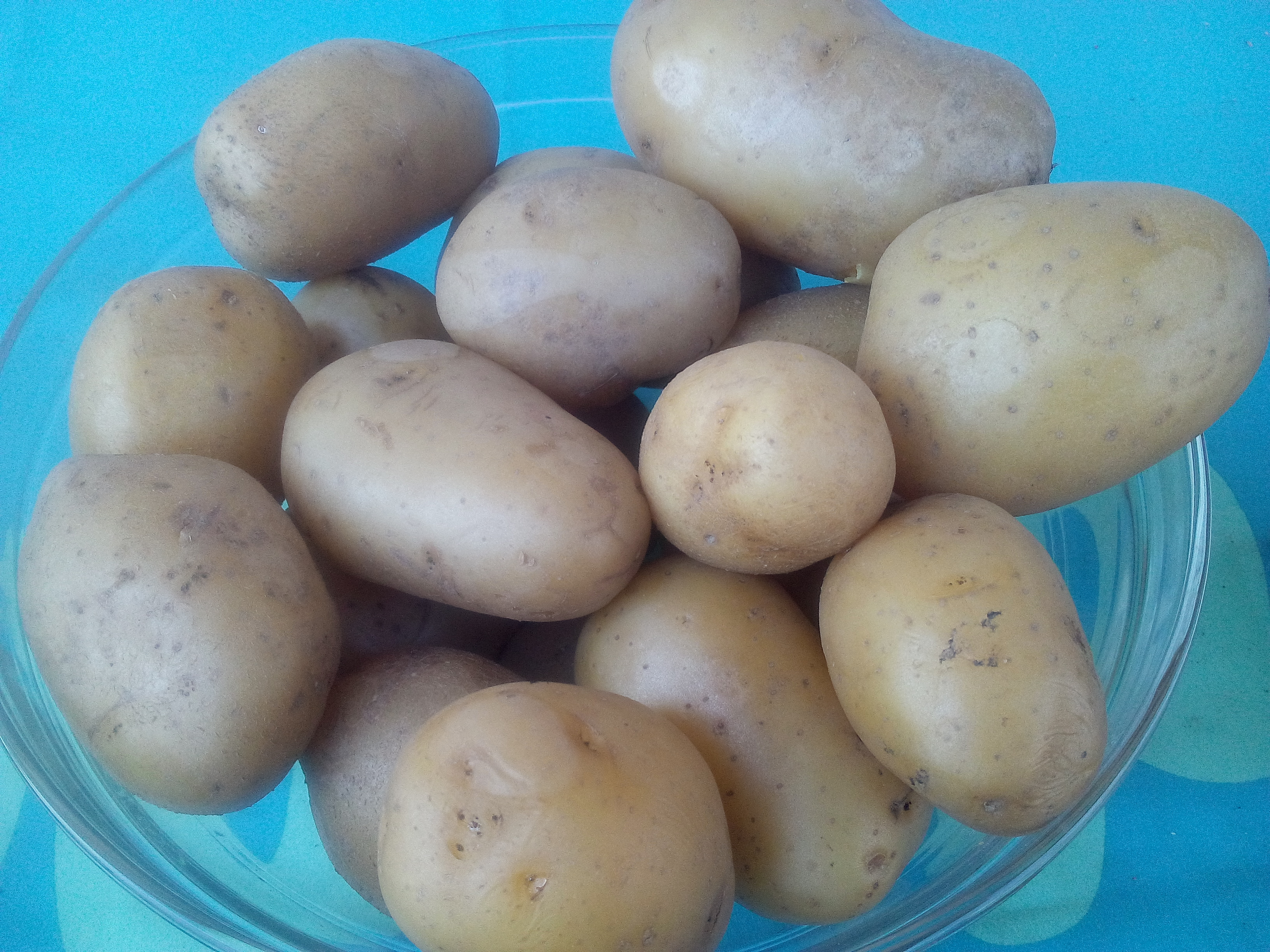
Patate del Fucino

La cucina abruzzese ha risentito fortemente dell'isolamento geografico che ha caratterizzato la regione per secoli; l'asperità dei monti ha sempre consentito un'agricoltura limitata a pochissime colture e le popolazioni locali accostavano a queste colture anche l'allevamento, mentre nella zona costiera la pesca era l'attività più praticata, che veniva effettuata con le antiche macchine da pesca abruzzesi dette trabocchi; l'isolamento che per decenni ha caratterizzato la regione ha fatto sì che quest'ultima mantenesse un'arte culinaria viva ed indipendente.
I prodotti più utilizzati sono il grano Solina, il pane, la pasta, la carne, i formaggi, l'olio e il vino, mentre sulla costa il pesce occupa un ruolo preponderante; tra i prodotti abruzzesi che sono entrati nell'immaginario collettivo di tutto il mondo troviamo i classici confetti di Sulmona, lo zafferano dell'Aquila coltivato principalmente nell'altopiano di Navelli, gli arrosticini di pecora, gli spaghetti alla chitarra e il prestigioso vino Montepulciano d'Abruzzo.
Altri prodotti regionali riconosciuti ed apprezzati sono: l'aglio rosso di Sulmona, il Miele d'Abruzzo, il Carciofo del vastese, la carota del Fucino, la cicerchia, il farro d'Abruzzo, le lenticchie di Santo Stefano di Sessanio, la mortadella di Campotosto, il Peperone rosso di Altino, la patata degli Altipiani d'Abruzzo ed in particolare la patata del Fucino, coltivata nella conca di Avezzano,  e il diavoletto d'Abruzzo, varietà di peperoncino molto apprezzata ed usata in cucina. Nel vasto panorama dei salumi non va dimenticata la ventricina, prodotta in particolare a Guilmi e più ampiamente nel resto dell'entroterra vastese.

## Antipasti

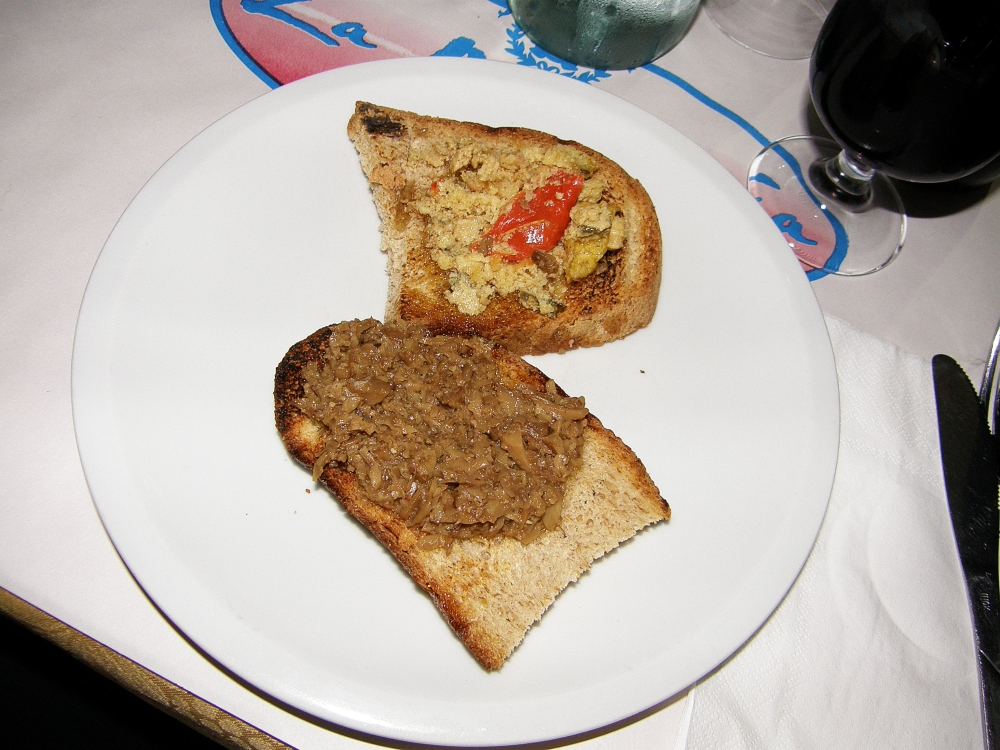
Bruschetta

- Alici sperone: alici fritte con farina, uova, olio, aceto bianco, prezzemolo e sale.
- Antica salsa abruzzese: è una salsa fatta con prezzemolo, basilico, salvia, sedano, rosmarino, carote e sale; si utilizza come condimento per carni, arrosti, sughi e minestre.
- Antipasto alla giuliese: misto di pesce con trito di aglio, prezzemolo, succo di limone, olio e sale e salsa verde ottenuta con tonno, alici, capperi, peperoni verdi, olio e aceto.
- Antipasto alla marinara: antipasto misto di pesce con calamari, vongole e scampi conditi con una salsa composta da alici, tonno, capperi, aceto, aglio, e prezzemolo.
- Antipasto di arance: sono fettine di arance con filetti d'acciughe, olio extravergine d'oliva e sale.
- Antipasto di fegatini: tipico antipasto di carne della tradizione culinaria teramana, è composto da: fegatini di pollo, cipolla, peperoni sott'aceto, zucchero, vino secco, pepe macinato, sale, olio.
- Baccalà o stoccafisso: baccalà cotto in padella con patate, pomodoro, olio, aglio, prezzemolo, cipolla, peperoncino, sale e olive nere.
- Bruschetta alla salsiccia di fegato: classica bruschetta con salsicce di fegato, pane casereccio, olio e sale quanto basta.
- Bruschette al profumo di aglio di Sulmona: bruschetta classica con spalmata di aglio, sale, e olio.
- Cazzimperio: versione abruzzese del classico pinzimonio con caciocavallo, latte intero, burro, tuorli d'uovo, farina, sale, pepe, fette di pane raffermo.
- Cozze alla vastese: cozze ripiene con un impasto di pangrattato, aglio e prezzemolo tritati, olio, qualche goccia di limone ed un poco di salsa di pomodoro.
- Cozze allo zafferano: classiche cozze cotte preparate con prezzemolo, cipolla, alloro, vino bianco, olio d'oliva e condite con salsa di zafferano.
- Crocchette di ceci al forno: sono crocchette fatte con ceci, acqua, pomodoro, carote, peperoncino, alloro, cipolla, aglio, sale, prezzemolo tritato e olio.
- Crostini alla chietina: fette di pane triangolari caserecce bagnate nell'uovo sbattuto e fritte in padella, preferibilmente con dell'olio d'oliva guarnite di acciughe, capperi e burro.
- Crudo di calamaretti: tipico di Pescara, sono calamaretti lessati nell'aceto, e poi conditi con salsina d'aglio tritato, l'olio extravergine d'oliva, il succo di limone, il sale e in peperoncino piccante.
- Intingolo all'aquilana: miscuglio di midollo di bue con zafferano abruzzese, uova, panna da cucina, burro[20].
- Pizza con le sfrigole: si tratta di una pizza bianca con impasto di massa, strutto, sale e appunto le "sfrigole", ovvero le croccanti scaglie di grasso e tessuti connettivi che restavano nella padella quando un tempo si preparava lo strutto in casa.
- Scapece alla vastese: piatto antichissimo della tradizione vastese, è composto da ali di razza, pesce palombo, aceto, zafferano, farina, olio di semi e sale[21].

## Primi piatti
- Ceppe: pasta fatta in casa. Si forma da un impasto privo di uova, ed ha la forma caratteristica che si ottiene passando su una striscia di pasta lunga circa 3-4 centimetri e larga 1 centimetro, attorno ad un ceppo. È ottima con ragù di carne di cinghiale. Tipica della zona di Civitella del Tronto, nel teramano.
- Fettuccine all'abruzzese: sono tipiche fettuccine abruzzesi condite con pancetta, cipolle, pecorino, sale, olio, prezzemolo e parmigiano.
- Maccheroni alla molinara: pasta acqua e farina simile ad una tagliatella. Si accompagna con sugo di agnello o castrato ma originariamente venivano utilizzati, come condimento, pesce di fiume o, più semplicemente, olio con punte di foglie di aglio, peperoni, prezzemolo. Ottima anche con sugo di pesce; si mangia sulla spianatora (cioè una superficie piana di legno), dove è stata preparata e condita, senza piatti o altri orpelli inutili. Tipica di Bisenti, nel teramano. Nella accezione più tipica essa è composta da un unico spaghetto, che poi viene tagliato dai commensali.
- Maltagliati o tajulini : pasta da accompagnare ad esempio con zuppa di fagioli.
- Mazzarelle: prodotto tipico della cucina teramana, sembrano un secondo, ma sono un primo, anzi di fatto il primo obbligatorio del pranzo pasquale. Piatto semplice, all'apparenza, coratella di agnello avvolta in foglie di indivia legate con budelline dello stesso agnello, ma soggetto all'irrisolto dibattito tra due scuole di pensiero: quella della mazzarella semplice, cotta in un soffritto che ne esalti il sapore, e quella della mazzarella in umido, lasciata cuocere in un sughetto che si impreziosisce degli umori delle carni d'agnello.

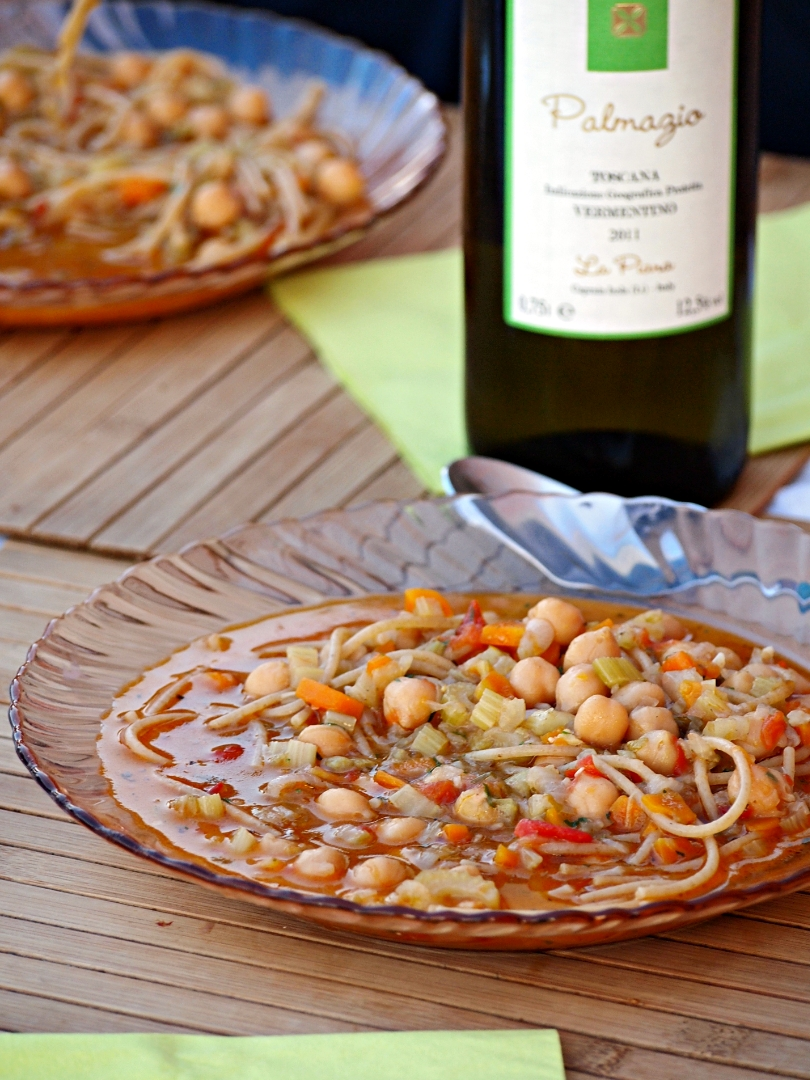
Minestra di ceci

- Minestra di ceci: minestra invernale preparata con prodotti come ceci, baccalà, castagne, carciofi, patate, pomodori, pasta e cavoli[22].
- Ndurciullune: questa pasta è caratteristica del territorio attraversato dall'antico tratturo L'Aquila-Foggia, detto anche Tratturo Magno, nel tratto fra Lanciano e Cupello. Si tratta di una pasta fresca lavorata a mano, a base di semola di grano duro e farina di grano tenero, di colore avorio opaco, tagliata in spaghetti lunghi e sottili a sezione rettangolare. Per poterli gustare appieno gli 'ndurcciullune vanno conditi con sugo a base di carne di castrato o di pecora (con cui vanno preparati degli involtini con un ripieno composto da un battuto di erbe aromatiche, aglio, prezzemolo, pancetta di maiale o lardo) pomodoro a pezzetti, olio extravergine di oliva e varie spezie aromatiche. Questo piatto nasce dall'incontro della civiltà contadina con quella pastorale, che avveniva durante la transumanza.

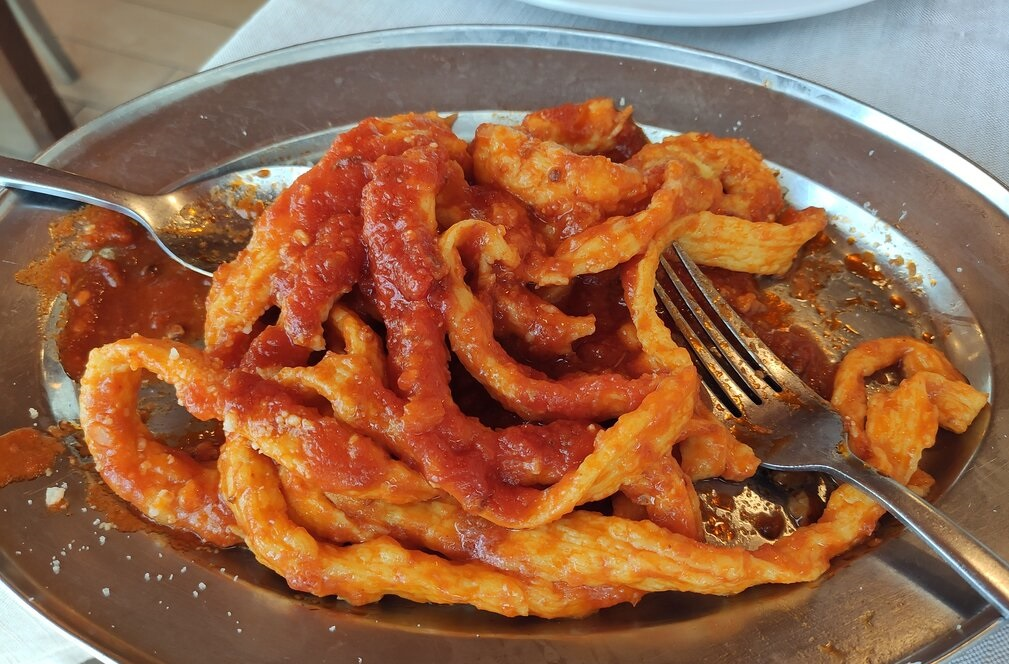
Pasta alla mugnaia

- Pasta alla mugnaia: pasta risultato di un mix di farine e acqua, che si caratterizza per la sua forma allungata e irregolare e la particolare consistenza, condita solitamente con un sugo di carne molto ricco. È tipica di Elice dove ogni anno si celebra anche l'omonima sagra.
- Pasta allo sparone: lo sparone in dialetto significa strofinaccio; infatti questa pasta fresca (ripiena di spinaci, ricotta e formaggio grattato) viene cucinata tutta avvolta in uno strofinaccio bianco. Dopo aver fatto bollire, viene tolto lo sparone e tagliata a rondelle la pasta che, condita con sugo di pomodoro, si fa gratinare in forno.
- Polenta all'abruzzese: far soffriggere la pancetta con le salsicce e la cipolla, aggiungere un po' di sale e far rosolare il tutto. Versare il pomodoro e far cuocere per circa 1 ora. Mettere sul fuoco un capace tegame, con acqua nelle proporzioni di una tazza da latte a persona, e farvi cadere un filo di olio d'oliva. Quando sta per bollire, far cadere a pioggia la farina di granoturco, avendo cura con l'altra mano di mescolare continuamente per evitare la formazione di grumi. Raggiunta una certa consistenza, continuare a cuocere la polenta sempre mescolando. Una "buona" polenta ha bisogno di circa 20 minuti di cottura. Per vedere se la polenta è cotta, metterne una mezza cucchiaiata in un piatto, lasciarla raffreddare e se, alzandone una parte con la forchetta, la stessa si stacca dal piatto, significa che la polenta è cotta. Rovesciarla sulla spianatoia e livellarla con un mestolo di legno, quindi condirla con il sugo e abbondante pecorino grattugiato. A Pettorano sul Gizio uno dei piatti tradizionali è la polenta rognosa condita con pezzetti di ventresca tagliata a quadratini e il macinato di maiale e impreziosita con il pecorino.
- Rintrocele o Rintrocilo o i'ntrucioloni: il Rintrocele è una pasta (impasto povero e senza uova, solo grano duro e acqua) lunga tipica del lancianese. In genere si fa con il sugo di pecora o con il tipico ragù di castrato (in dialetto sughe d'agnelle). La sezione è quadrata e può arrivare a 5 mm di diametro. Un tempo, durante le feste, le massaie capaci di stendere il rintrocilo erano chiamate dalle famiglie più ricche per il pranzo di Natale. Questo piatto infatti per molte famiglie frentane è considerato il vero primo piatto natalizio. Da non confondere con la pasta alla mugnaia che è formata da un unico spaghetto a sezione rotonda.

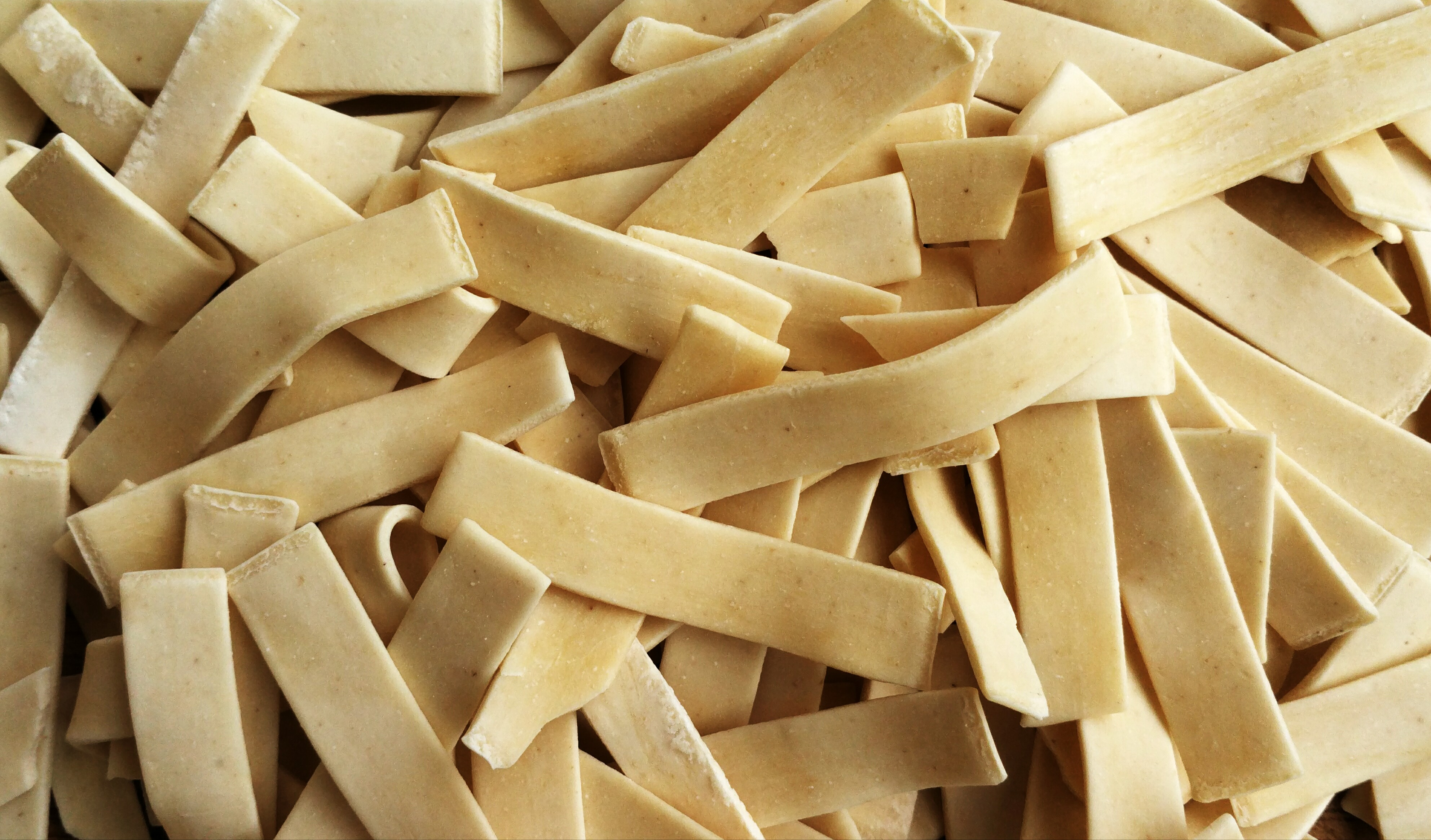
Sagne

- Sagne e fagioli (fasciule): pasta fatta con acqua, sale e farina, dalla caratteristica forma a strisciolina, accompagnata da un sugo di pomodoro e fagioli molto umidi.

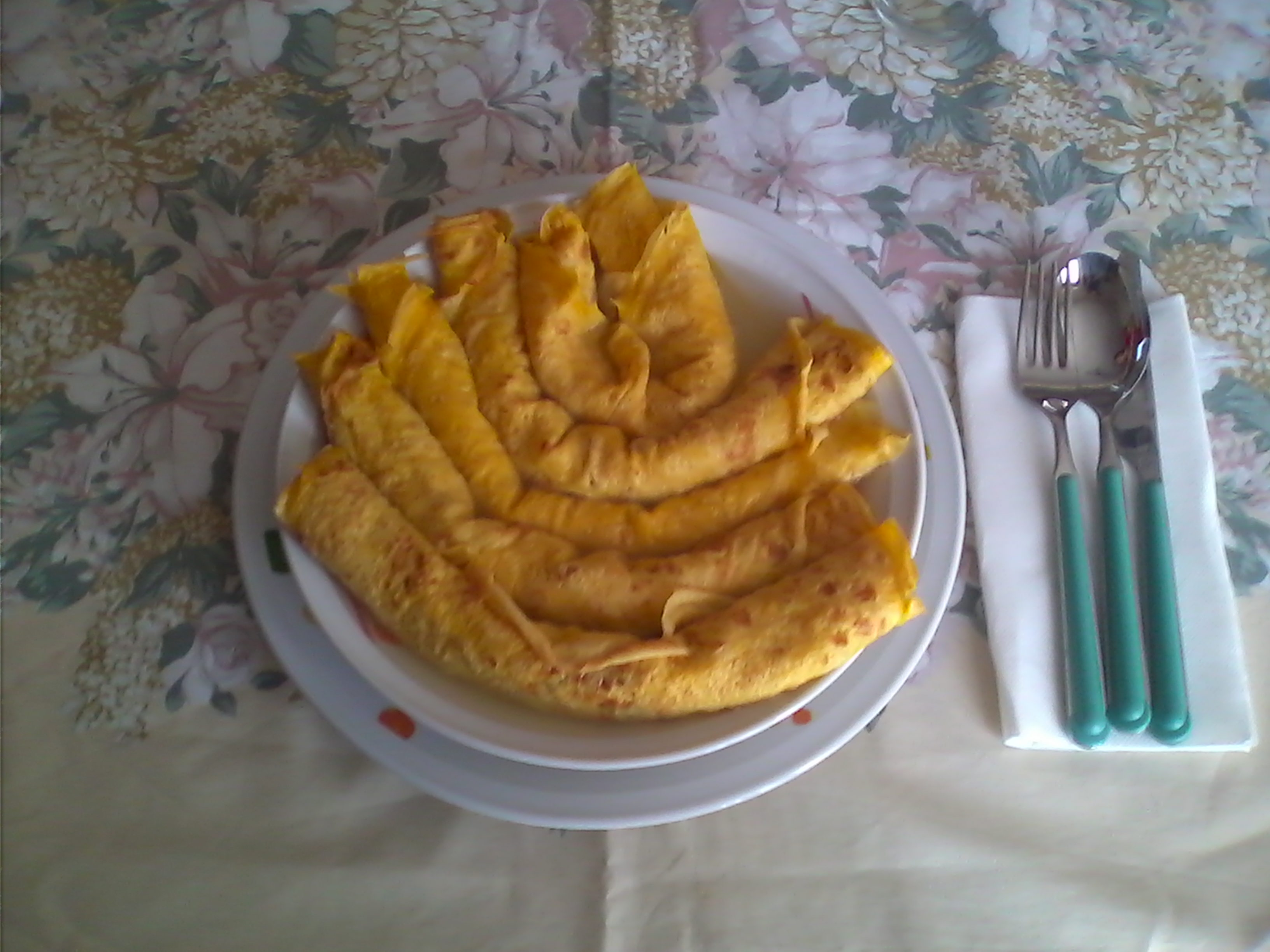
Scrippelle

- Scrippelle: le scrippelle sono un piatto tipico della cucina teramana e, nonostante si stiano diffondendo sempre più in tutto l'Abruzzo, rimangono comunque un elemento caratterizzante delle zone da cui hanno origine. Sono costituite da sottilissime frittatine preparate versando su una padella caldissima una pastella di farina, acqua e uova; sono in effetti molto simili alle crêpes francesi che, secondo alcuni, da Teramo furono portate oltralpe al seguito dei loro eserciti. Le scrippelle sono alla base di diversi piatti fondamentali della cucina teramana tra i quali: le scrippelle 'mbusse, cioè bagnate, immerse in un leggero brodo di gallina dopo essere state cosparse di parmigiano o pecorino d'Abruzzo stagionato ed arrotolate ; il timballo di scrippelle, dove sostituiscono la pasta sfoglia nel separare gli strati di ingredienti; le scrippelle in forno dove vengono farcite e cotte in forno in modo simile ai cannelloni. Spesso si fa riferimento alle scrippelle teramane intendendo il piatto delle scrippelle 'mbusse e questo, molto probabilmente, è legato alla difficoltà della forma dialettale. Altro tipo di scrippelle sono quelle fatte con farina o fecola di patate fritte dolce / aperitivo tipico delle feste natalizie (principalmente diffuse nel vastese).
- Spaghetti all'amatriciana: si tratta di un condimento originario della zona di Amatrice che fino al 1927 era compresa nella provincia dell'Aquila, successivamente diventata un piatto tipico della cucina romana. L'amatriciana rimane tuttavia molto diffusa in tutta l'area sabina dell'Abruzzo e in particolar modo all'Aquila e nel Cicolano. Gli ingredienti principali sono guanciale, pecorino e pomodoro; non è molto utilizzata la cipolla, frequente invece nella versione romana.

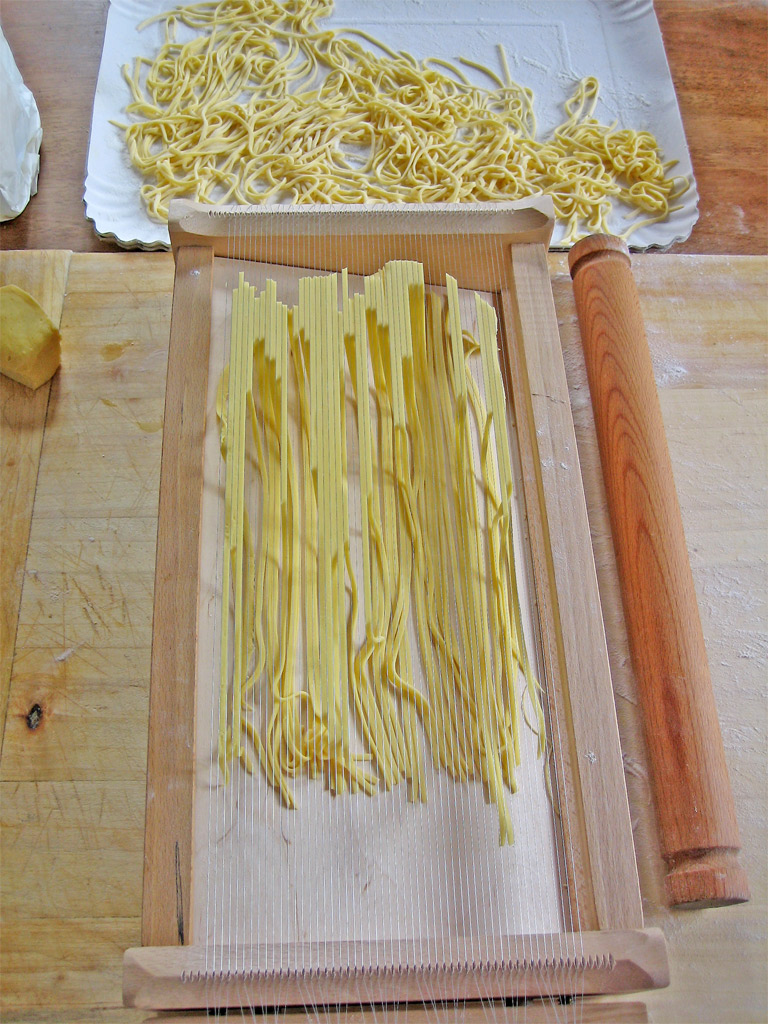
Spaghetti alla chitarra

- Spaghetti alla chitarra: primo piatto simbolo della cucina abruzzese, è una varietà di pasta all'uovo di sezione quadrata e spessore di circa 2-3 mm. Vengono realizzati con uno strumento detto chitarra: la sfoglia è posta sopra la chitarra e pressata con il matterello in modo che i fili della chitarra taglino la sfoglia in maccheroni conferendo alla pasta il tipico profilo quadrato e una consistenza porosa che consente al condimento di aderire. I maccheroni alla chitarra vengono generalmente preparati con ragù misto di carne di manzo, maiale e agnello. Meno tradizionali i sughi di cinghiale, di lepre e di cacciagione.
- Virtù: le virtù sono un piatto della cucina teramana, caratteristico del primo di maggio.

(Giuseppe Savini, in Lessico del dialetto teramano)

## Secondi piatti

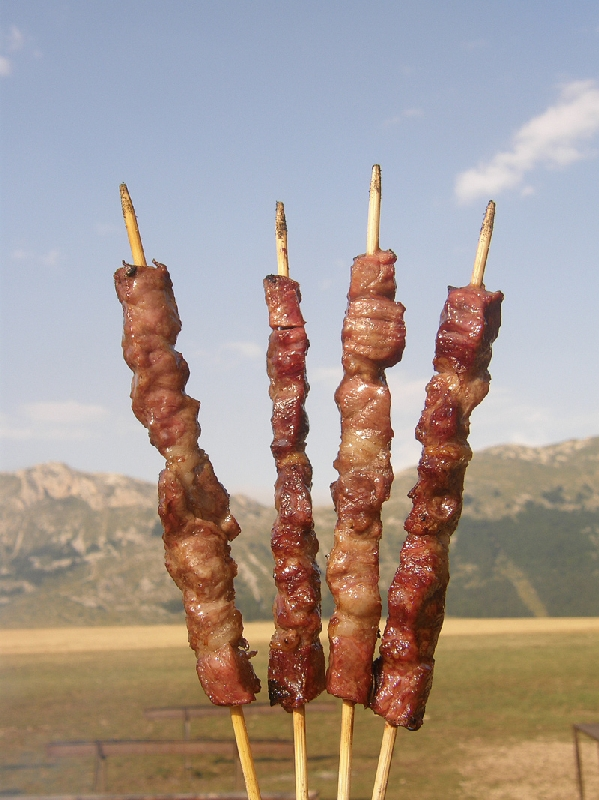
Arrosticini

- Arrosticini: altro piatto simbolo della regione; nella cucina povera tradizionale abruzzese troviamo assai spesso l'utilizzo della carne di agnello, di pecora e di castrato. Una particolare preparazione a base di questo tipo di carni sono gli arrosticini (in alcune zone rrustelle o arrustelle), originari della zona pedemontana del Gran Sasso in provincia di Pescara ma diffusi in tutto il territorio regionale, consistente in carne ovina (tradizionalmente di castrato, in alternativa di pecora) tagliata a tocchetti ed infilata in spiedini, la cui cottura avviene su un braciere dalla caratteristica forma allungata definito canala (in dialetto furnacell) per la sua somiglianza ad un canale di gronda.
- Capra alla neretese: il prodotto, con carni di colore rosso ambrato, viene presentato con sugo di pomodoro accompagnato da peperoni rossi fritti su un tegame separato.
- Coratella: interiora di animale dove vengono utilizzate parti come cuore, fegato e polmoni, reni, milza, trachea e animelle.
- 'Ndocca 'Ndocca: è il classico piatto povero dei contadini nel quale si utilizzano tutte le parti del maiale (orecchie, muso, cotenna, piedi, costate) che non possono diventare prosciutti o salumi. Tipico della zona di Teramo.

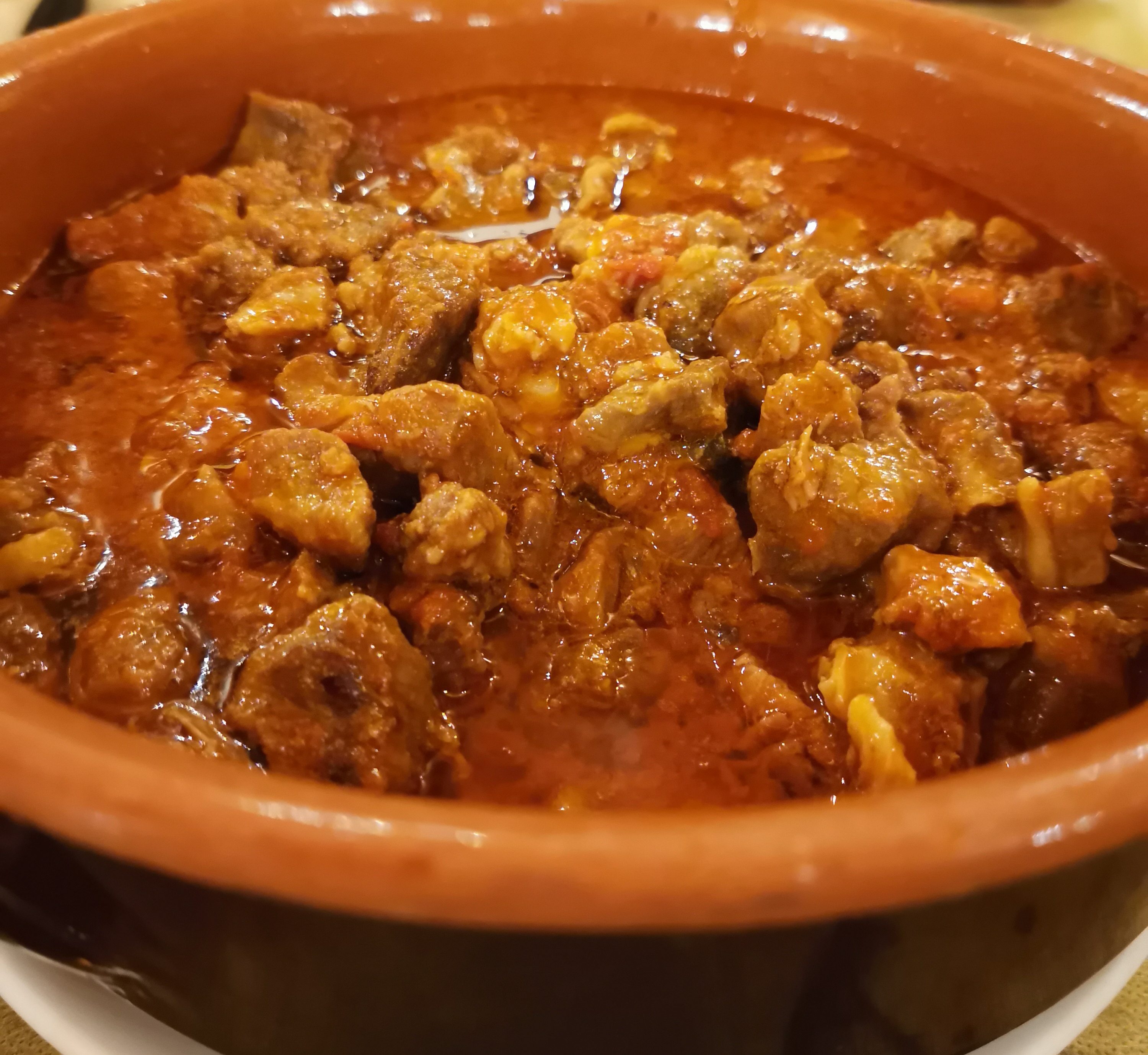
Pecora alla cottora

- Pecora alla cottora: tipica di tutta l'area montana delle province dell'Aquila e di Teramo (dove è chiamata anche pecora alla callara o pecora al caldaro) e in particolar modo della conca aquilana e della Marsica, è un'antica ricetta risalente ai tempi della transumanza quando, le pecore vecchie, azzoppate o morte nel lungo cammino dagli Abruzzi al Tavoliere delle Puglie, venivano di solito lasciate ai custodi del gregge. Per ammorbidire la dura carne di pecora si sottoponeva ad una lunghissima cottura, con gli aromi e le spezie trovate per strada, in un paiolo: la cottora o callara appunto, mentre a turno i pastori badavano al fuoco e schiumavano il sugo.
- Porchetta: simile a quella laziale, è caratterizzata dalla preparazione di un maiale adulto (anziché di un maialino come in altre regioni). Una curiosità che pochi sanno è che la porchetta abruzzese era molto apprezzata a Roma e il papa spesso ordinava quella della zona teatina.
- Tacchino alla canzanese: piatto tipico di Canzano, piccolo centro vicino Teramo, il tacchino viene servito freddo, insieme alla gelatina ottenuta facendo riposare e raffreddando il brodo di cottura dello stesso.

## Piatti unici

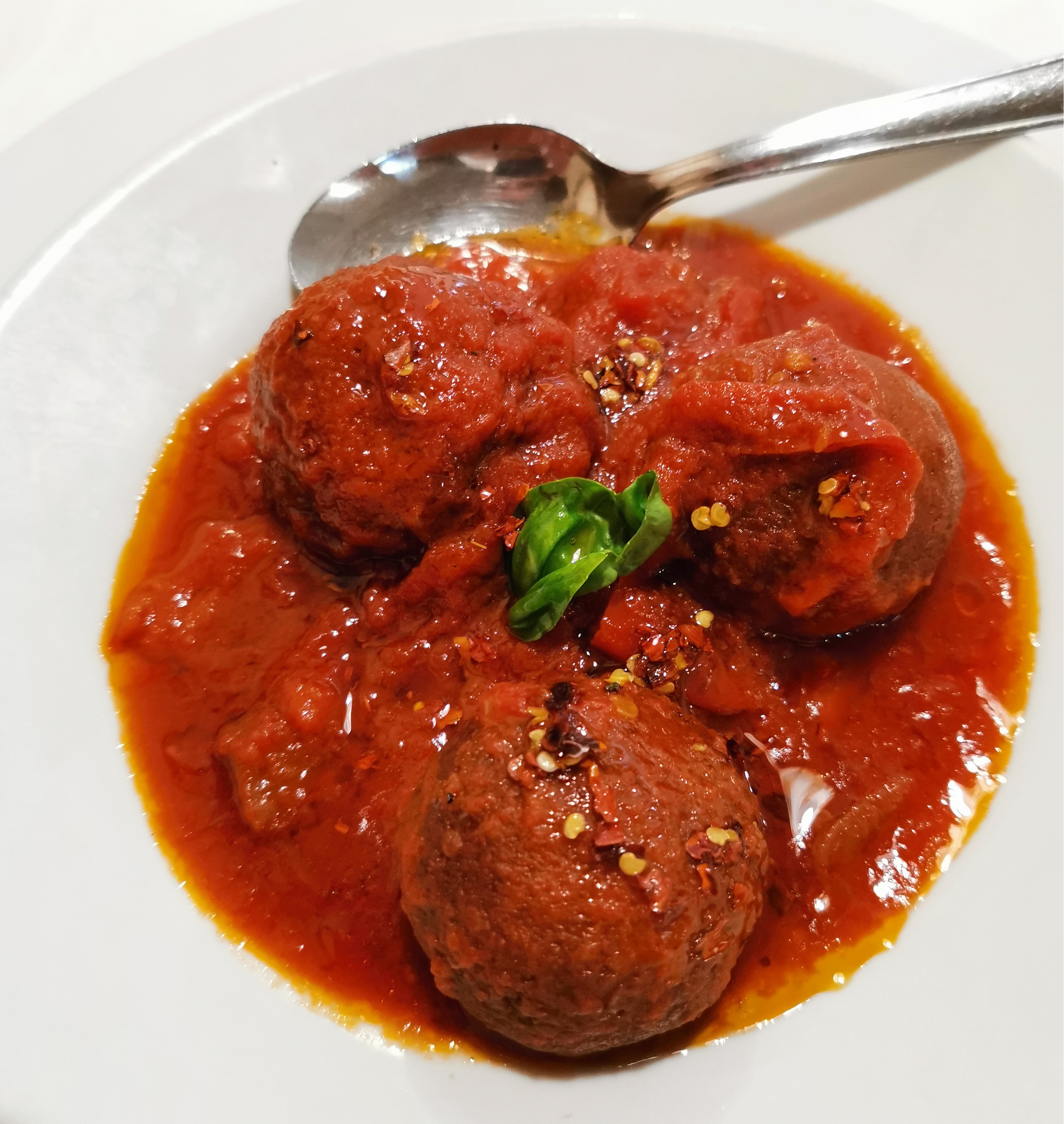
Pallotte cacio e ova

- Pallotte cacio e ova: polpette di mollica di pane raffermo, uova e formaggio grattugiato (solitamente pecorino, ma talvolta anche formaggi grana)[23]. Si fanno dorare friggendole e stufare in una salsa di passata di pomodoro e basilico, spesso servendole all'interno di un tegame in terracotta[23].
- Patate maritate: ricetta tipica di Pescasseroli, nella Marsica. Si devono pelare, lavare e affettare le patate, tritare il prezzemolo e sminuzzare la mollica. Quindi insieme prezzemolo, mollica, pecorino (in assenza parmigiano) e sale. Si unge il fondo di una pirofila e si stende uno strato di patate, ricoprendolo con il miscuglio, continuando a strati alternati e terminando con la mollica del pane. Infine si bagna ogni strato con olio e si inforna a 200° per un'ora.
- Pizz'e'fuje: si utilizza una pizza gialla fatta con la farina di grano per polenta e acqua bollente, si "strascinano" le verdure di campo (rape, bietola e cicoria) con olio, aglio e peperoncino dolce e piccante e, infine sbriciolare un po' di pizza gialla nelle verdure "strascinate" ovviamente il tutto salato a piacere. Una volta amalgamate le verdure con la pizza gialla si aggiungono delle sarde fritte ai lati e un pezzo di peperone secco.

## Cucina di pesce

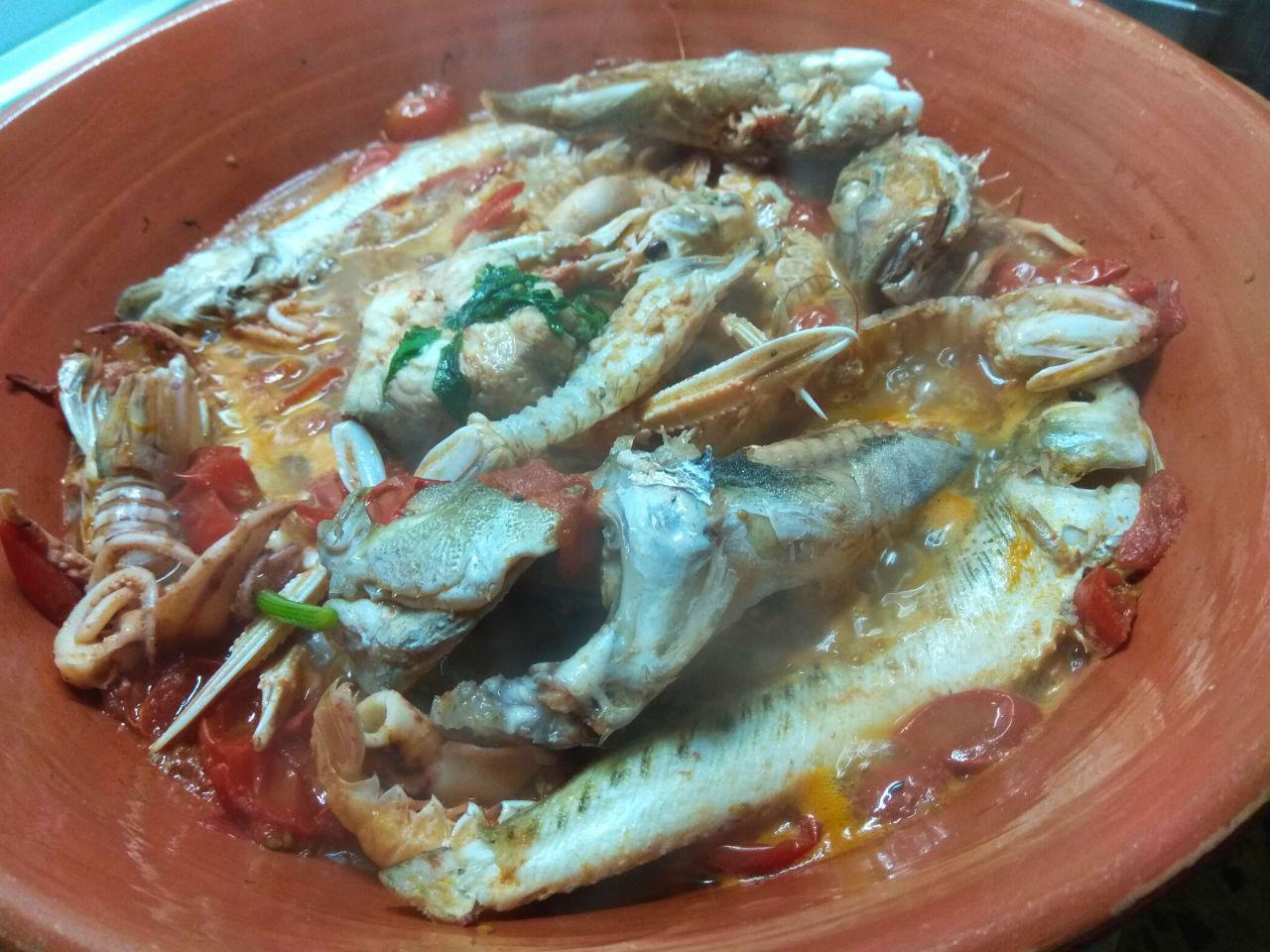
Brodetto alla vastese

Anche la cucina di pesce riveste un ruolo importante nella gastronomia abruzzese, soprattutto per la sopravvivenza, l'economia e la storia dei centri costieri abruzzesi; tra i piatti di pesce abruzzesi più famosi si possono menzionare:
- Acciughe marinate: sono acciughe condite e fatte marinare con aglio, prezzemolo, origano, limone, olio, sale, pepe.
- Antipasto alla giuliese: misto di pesce con trito di aglio, prezzemolo, succo di limone, olio e sale e salsa verde ottenuta con tonno, alici, capperi, peperoni verdi, olio e aceto.
- Antipasto alla marinara: antipasto misto di pesce con calamari, vongole e scampi conditi con una salsa composta da alici, tonno, capperi, aceto, aglio, e prezzemolo.
- Baccalà all'abruzzese: baccalà cotto in padella con patate, pomodoro, olio, aglio, prezzemolo, cipolla, peperoncino, sale e olive nere[25].
- Brodetto di pesce: tipico delle zone marinare, è un piatto abruzzese nelle sue varianti di Silvi, Giulianova, Pescara e Vasto[26].
- Coregone di Campotosto: prodotto tipico del lago di Campotosto, viene cucinato arrostito alla brace e poi conservato alla marinara in un preparato di aceto e con olio e peperoncino[28].
- Cozze alla vastese: cozze ripiene con un impasto di pangrattato, aglio e prezzemolo tritati, olio, qualche goccia di limone ed un poco di salsa di pomodoro[29].
- Crostini alla chietina: fette di pane triangolari caserecce bagnate nell'uovo sbattuto e fritte in padella, preferibilmente con dell'olio d'oliva guarnite di acciughe, capperi e burro[30].
- Crudo di calamaretti: tipico della cucina pescarese, sono calamaretti lessati nell'aceto, e poi conditi con salsina d'aglio tritato, l'olio extravergine d'oliva, il succo di limone, il sale e in peperoncino piccante.
- Pasta alla chitarra con i pelosi: altro piatto della cucina marinara abruzzese fatto con i grandi granchi pelosi (genere Pilumnus hirtellus) trovati sulle scogliere tra Pescara e Vasto. La quasi scomparsa di questi granchi ne ha proibito la cattura, ma ancora si può gustare in alcuni ristoranti della costa (se si conosce il cuoco). Si fa soffriggere il carapace nell'olio e si versano i pomodori pelati.
- Pasta con gli scampi o paste nghe l'aragustine: piatto tipico del tratto di costa tra Pescara e Vasto. Scampi dell'Adriatico, pomodoro, aglio e prezzemolo. Si prepara un sugo leggero con il quale si condiscono spaghetti alla chitarra o rintrocilo.
- Scapece alla vastese: tipico pesce del litorale chietino, per la sua preparazione si utilizzano pezzi di palombo o razza, infarinati, fritti nell'olio di semi e posti a marinare nell'aceto aromatizzato con lo zafferano, da cui assume la tipica colorazione gialla[27].

## Frutta
- Agrumi della Costa dei Trabocchi[31];

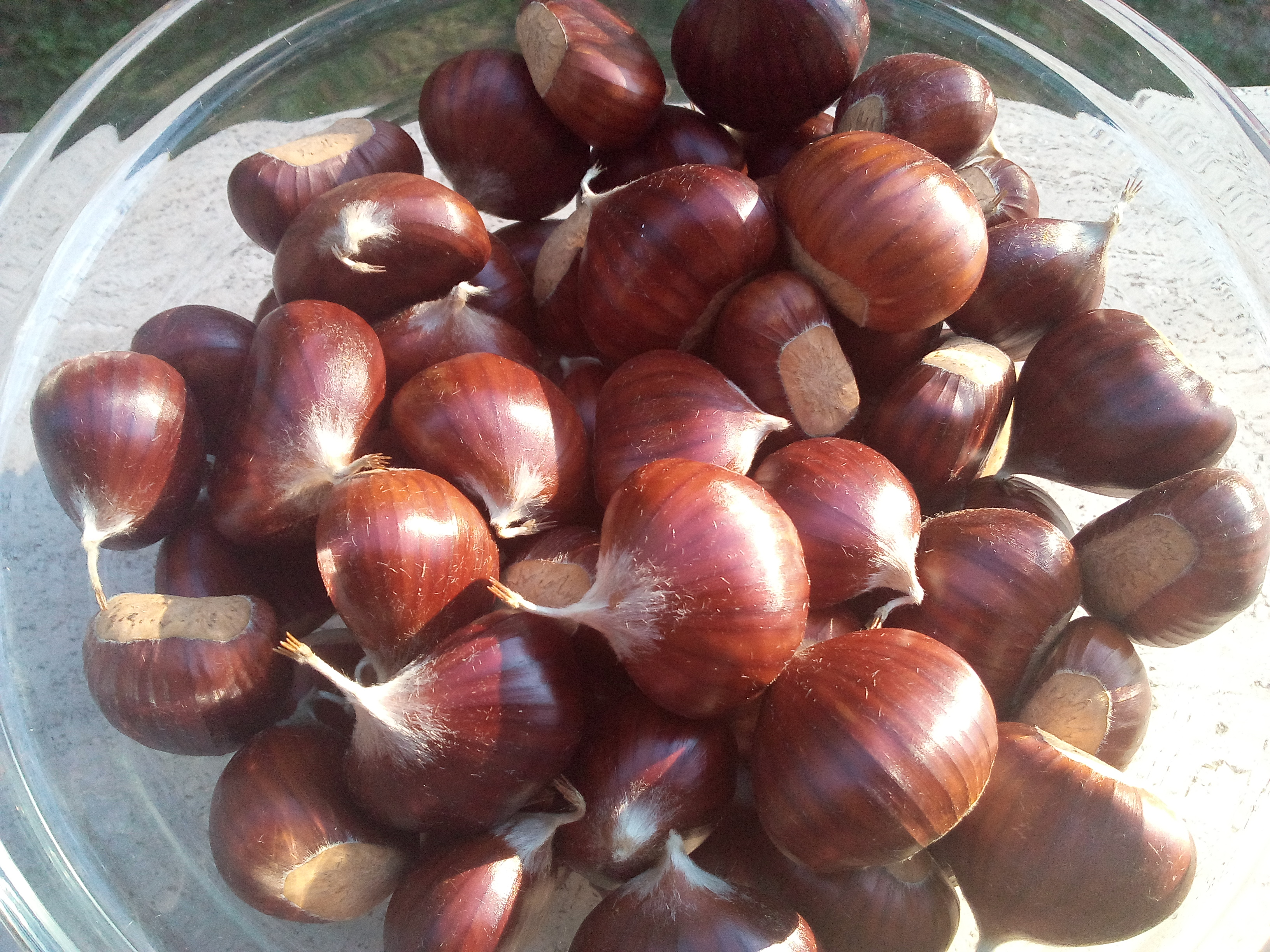
Castagna roscetta della Valle Roveto

- Castagna Roscetta della valle Roveto[32];
- Ciliegia di Giuliano Teatino e Raiano[33];
- Mandorla di Navelli[34];
- Marrone di Valle Castellana[35];
- Mela della valle del Giovenco[36];
- Uva di Tollo e Ortona[37].

## Dolci

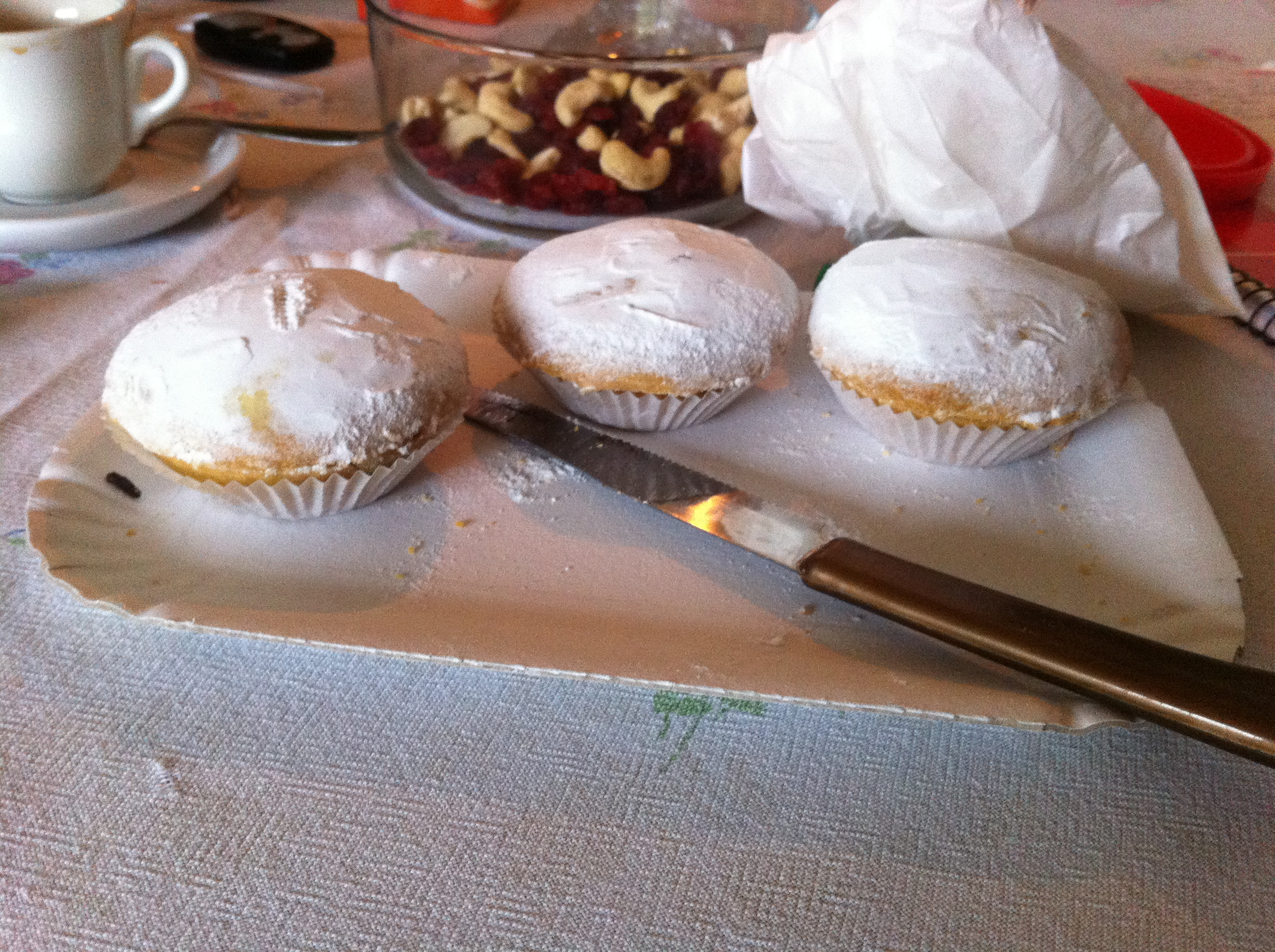
Bocconotti

- Bocconotti: tartelette di pasta frolla farcite, spolverate di zucchero a velo, dalla forma di un tronco di cono rovesciato.
- Cagionetti, calgionetti, caggiunitt', caggionetti, caviciunette, cawcinitt, caucinetti: dolce natalizio simile ad un raviolo, con impasto di farina, olio e vino bianco. Il ripieno è composto da ceci, cacao, mosto cotto, cannella e bucce di arancio che viene fritto; nella zona di Teramo e di Montorio al Vomano il ripieno è composto da pasta di castagne, mandorle tritate, cioccolata fondente, buccia di limone, rum, miele, cannella; ad Ortona e Chieti invece il ripieno è composto da un impasto di marmellata di uva nera di Montepulciano, mandorle e noci tostate e macinate, cannella e cacao.
- Celli ripieni: mezzalune composte da una sfoglia croccante di pasta fatta con farina, olio e vino bianco dentro la quale si nasconde un morbido ripieno di marmellata, mandorle, zucchero, biscotti secchi.

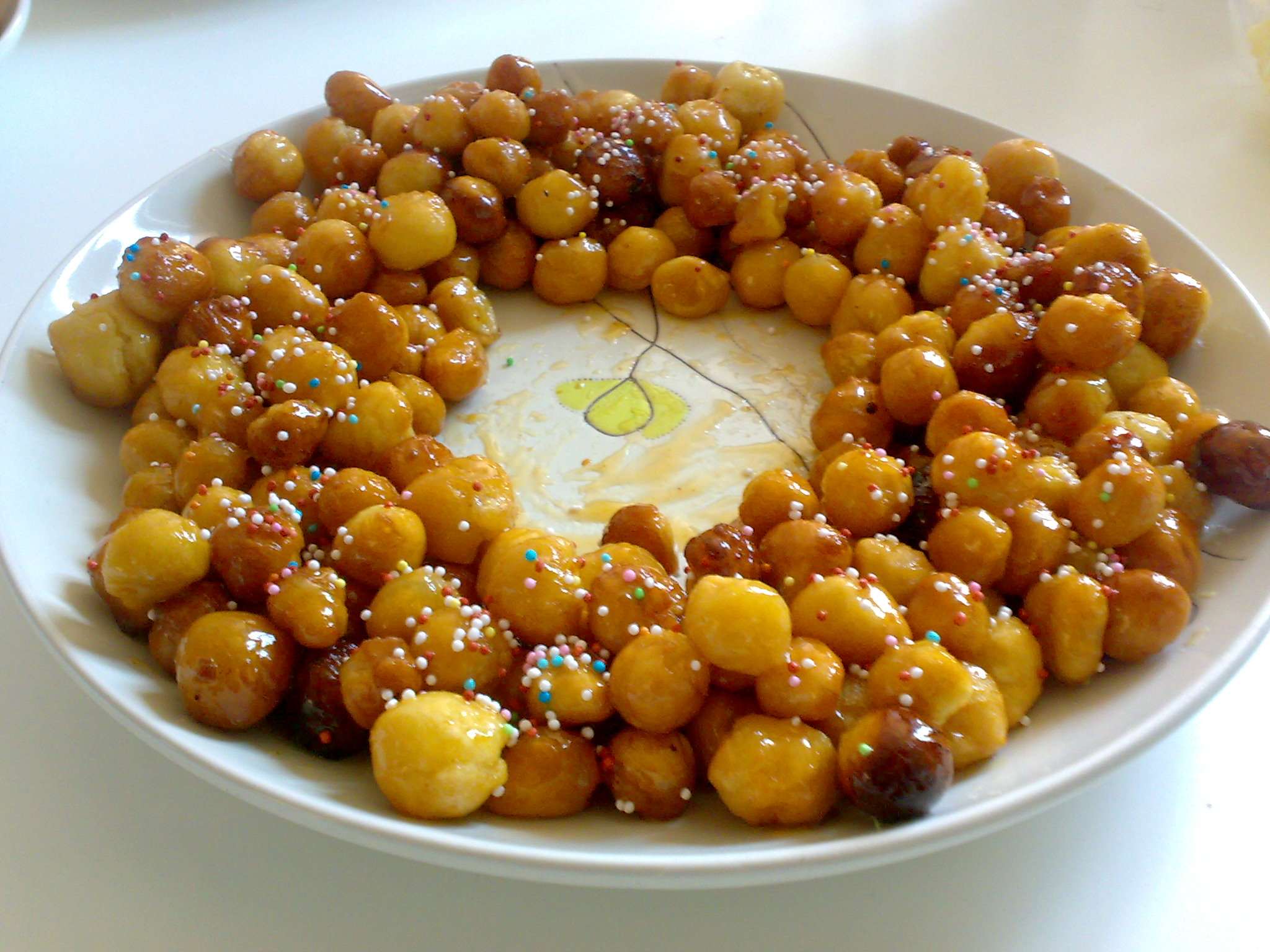
Cicerchiata

- Cicerchiata: il dolce è a base di pasta di farina, uova e, in alcuni varianti, burro o olio d'oliva, zucchero, liquore o succo di limone. Da questa si ricavano palline di circa un centimetro di diametro che vengono fritte nell'olio d'oliva o nello strutto. Scolate, vengono mescolate con miele bollente e disposte a mucchio. Il miele raffreddandosi cementa le palline fra loro e dà solidità alla struttura. Come spesso avviene con i dolci tradizionali e antichi, esistono varianti che aggiungono ingredienti diversi alla ricetta base[38].

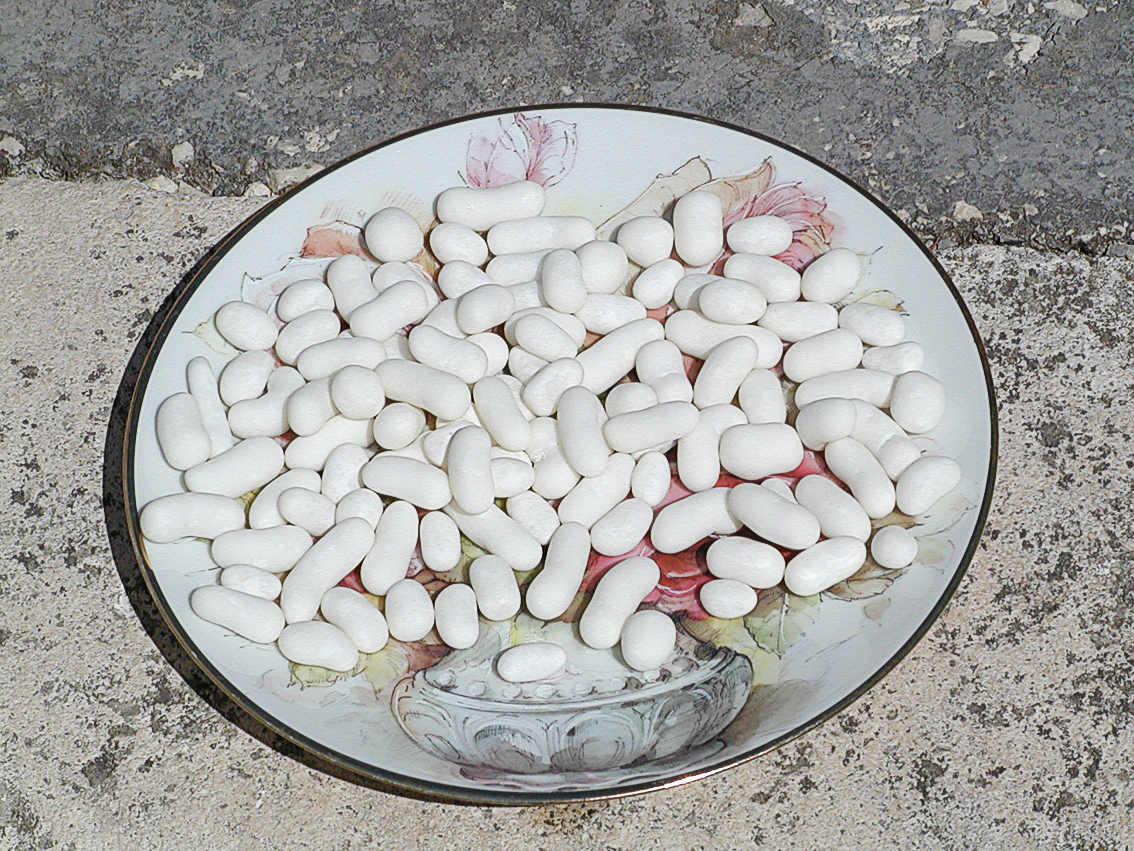
Confetti di Sulmona

- Confetti di Sulmona: il confetto è un simbolo dolciario tipico della regione, in particolare della città di Sulmona; i confetti di Sulmona sono rinomati in tutto il mondo e sono uno dei prodotti gastronomici abruzzesi più esportati. Di solito sono raggruppati in fiorellini: i confetti fanno da petali[39].
- Croccante di mandorle: si presenta come una tavoletta sottile, dura e croccante di colore bruno ambrato, realizzata con mandorle amalgamate con lo zucchero fuso e rappreso[40].
- Le Sbattute: simili a panini soffici e morbidi di consistenza, vengono preparati con farina, uova, zucchero, olio di oliva, latte, ammoniaca e limone. Una volta realizzato l'impasto, si versa con un cucchiaio in una teglia senza far subire la lievitazione, e si passa subito in forno.

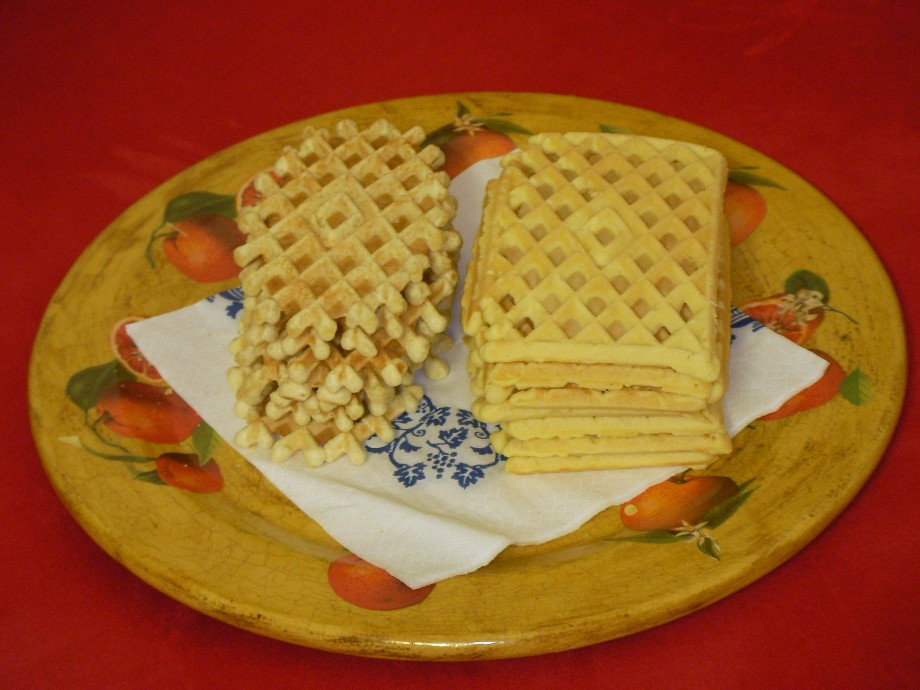
Ferratelle

- Ferratella: chiamata anche cancellata, catarretta, pizzella o neola, è un dolce tipico abruzzese[41] creato con pasta da biscotto cotto tramite una doppia piastra arroventata sul fuoco, che stringendo la pasta sopra e sotto, dà al dolce la forma caratteristica di cialda percorsa da nervature. Tra le varie varianti di disegno, la trama a rombi, o cancello, dà origine al nome cancellate. Preferibilmente di forma rettangolare, alla festa di san Valentino vengono preparate anche a forma di cuore. In alcune province abruzzesi viene chiamato anche nuvola o neola. In alcuni casi questo dolce viene arrotolato come un cannolo con ripieno di marmellata, tradizionalmente d'uva, ma anche con crema pasticcera o cioccolato. La variante con due cialde sovrapposte farcite prende il nome di coperchiola, dalla copertura della prima cialda con la seconda, il coperchio.
- Fiadone: ha la forma di un raviolo, la sfoglia esterna viene preparata con un impasto di uova, olio, vino bianco, farina, mentre il ripieno può variare, ma è a base di formaggio con prodotti a pasta dura come il rigatino e il pecorino, uova e spezie diverse (noce moscata e/o pepe macinato, e, nell'aquilano, anche lo zafferano).
- Lattacciolo: è un dolce al cucchiaio tipico abruzzese che si presenta come un budino a base di latte, uova e zucchero e va servito e consumato freddo[42].
- Libretto di fichi secchi: si presenta come un pacchetto rettangolare avvolto con carta argentata che contiene fichi secchi, cioccolato fondente, mandorle, zucchero, cedro candito, cacao, cannella, vaniglia, zucchero a velo, buccia di limone grattugiata e noci.
- Lingue di suocera: sono piccoli dolci diffusi prevalentemente nella provincia di Chieti, fatti con mandorle, farina o farina di farro biologico, zucchero, cioccolato fondente, burro o margarina, anice, un bicchierino di punch, mezzo bicchierino di grappa, una bustina di vanillina.
- Mostaccioli di Scanno: biscotti tipici del famoso borgo abruzzese, con cuore di mandorle e mosto cotto, ricoperti solitamente da glassa di cioccolato.
- Pan dell'orso: è un dolce abruzzese, simile al parrozzo, da cui differisce nella preparazione dell'impasto, perché c'è l'aggiunta del miele e del burro per dare più morbidezza all'impasto.
- Pan ducale: la ricetta tradizionale prevedeva uova, zucchero, farina e mandorle a cui si è aggiunto, a partire dal XIX secolo, il cioccolato puro, caratteristica fondamentale del dolce. È di solito sempre presente nelle occasioni importanti o nelle visite di parenti e amici; ne esistono diverse varianti:
  - Dolce del papa: è la variante più nota del pan ducale. Fu creato in occasione della visita di papa Giovanni Paolo II ad Atri, il 30 giugno 1985, e venne anche dato in dono al papa come ricordo. La classica forma rettangolare del pan ducale è un po' diversa, visto che la parte superiore è arrotondata: La ricetta è invece la stessa del pan ducale classico, con solo una spolverata di zucchero a velo.
  - Pan d'Amore: ne esistono due tipi: quello con la classica forma allungata del pan ducale, rivestita di zucchero a velo, e quello a forma di cuore, con la pasta rivestita di cioccolato puro.
  - Pan Ducale Prestige: è il classico pan ducale, farcito di crema al cioccolato e rivestito di zucchero a velo.

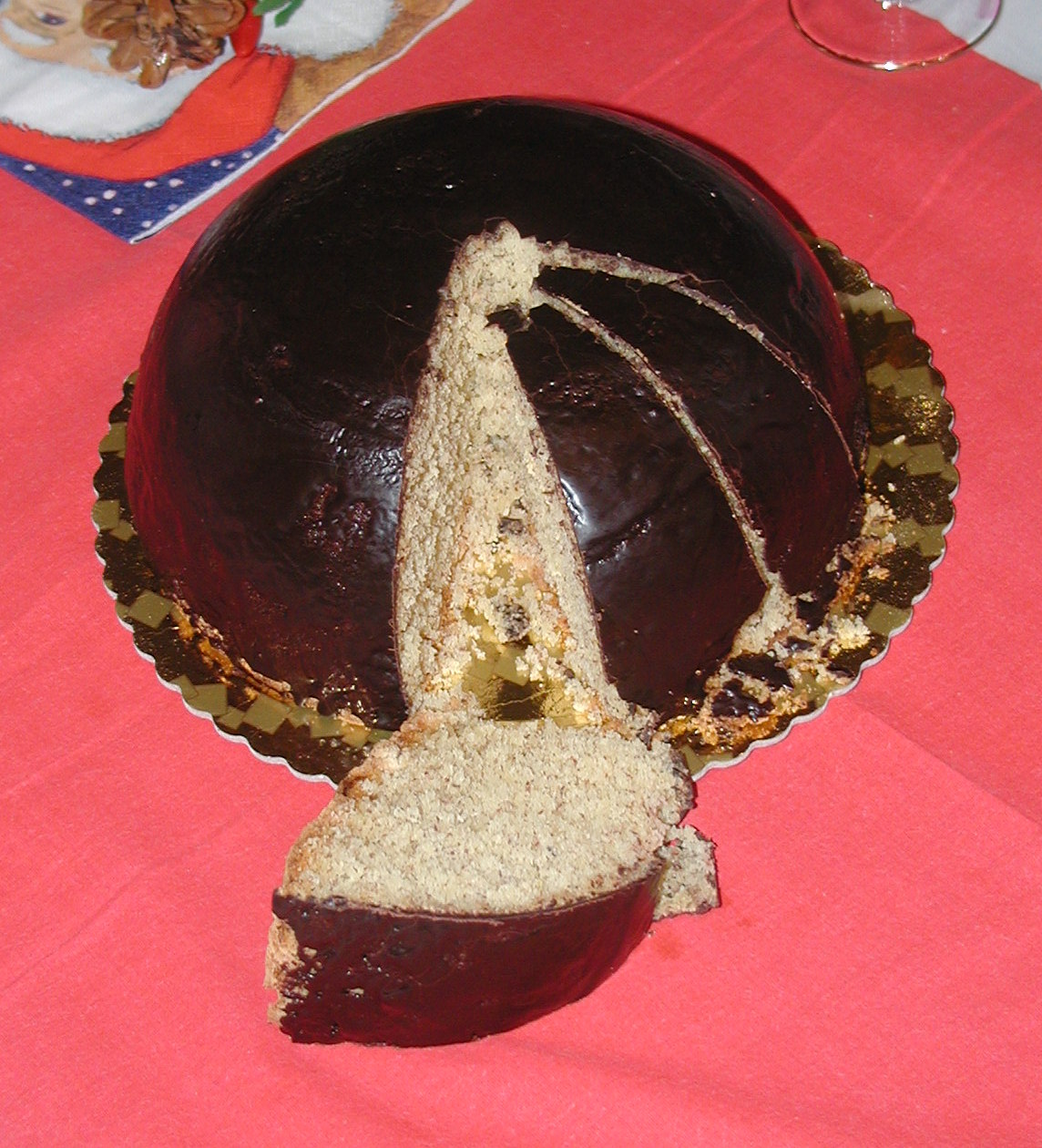
Parrozzo

- Parrozzo: dolce tipico di Pescara reso celebre da Gabriele d'Annunzio[43], il parrozzo è fatto con semolino o, in alternativa, la farina gialla o farina bianca con fecola, zucchero, mandorle tritate, succo di limone ed è ricoperto di cioccolato fondente.
- Pasticci di Rapino, di forma simile a una tartelletta e ripieni di un composto cremoso a base di latte, cioccolato fondente, limone e mandorle tostate e cannella in polvere[44].
- Pepatelli: i pepatelli (localmente chiamati pappatill) sono dolci natalizi con le mandorle tipici abruzzesi originari di Teramo, di forma rettangolare, così chiamati per la presenza di pepe nell'impasto.
- Pigna: tipica di Castel di Sangro, è una ciambella molto particolare fatta da uova, burro, zucchero, farina, limone grattugiato, anice o sambuca, lievito di birra[45].
- Pizza Dolce: dolce composto da vari strati di pan di spagna di colore giallo intenso, bagnati con l'alchermes o altri liquori, generalmente farciti con crema pasticciera e crema al cacao.
- Pulsatilla: dolce tipico realizzato, in occasione dei cento anni di sci a Roccaraso, dalla pasticceria cioccolateria l'Ombrellone. Di piccole dimensioni, a base di uova, zucchero, farina e cosparso di zucchero a granelli, ispirato alla pulsatilla alpina che sboccia sulle montagne più alte della regione[46].
- Sfogliatella di Lama dei Peligni: sfoglie ovali ripiene di marmellata d'uva di amarena, mosto cotto e noci.
- Sgaiozzi.
- Sise delle monache: dolce tipico di Guardiagrele, in provincia di Chieti, dalla forma un po' particolare, la cui base è costituita da tre palline di pan di spagna, ricoperto con crema pasticcera[47].
- Soffione di ricotta: sono dei pasticcini a base di ricotta, zucchero, uova e scorza di limone racchiusi in una frolla all'olio d'oliva. Esiste anche la variante a torta.
- Taralli di Sant'Antonio.
- Tarallucci: dolce tipico di Casalbordino impasto fatto con farina, vino e olio. Il ripieno con mostocotto, mandorle, cioccolato fondente e caffè.
- Torrone di Guardiagrele: dolce tipico di Guardiagrele, dove è realizzato molto simile al croccante, è composto da mandorle intere tostate mescolate a zucchero, frutta candita e cannella[48].

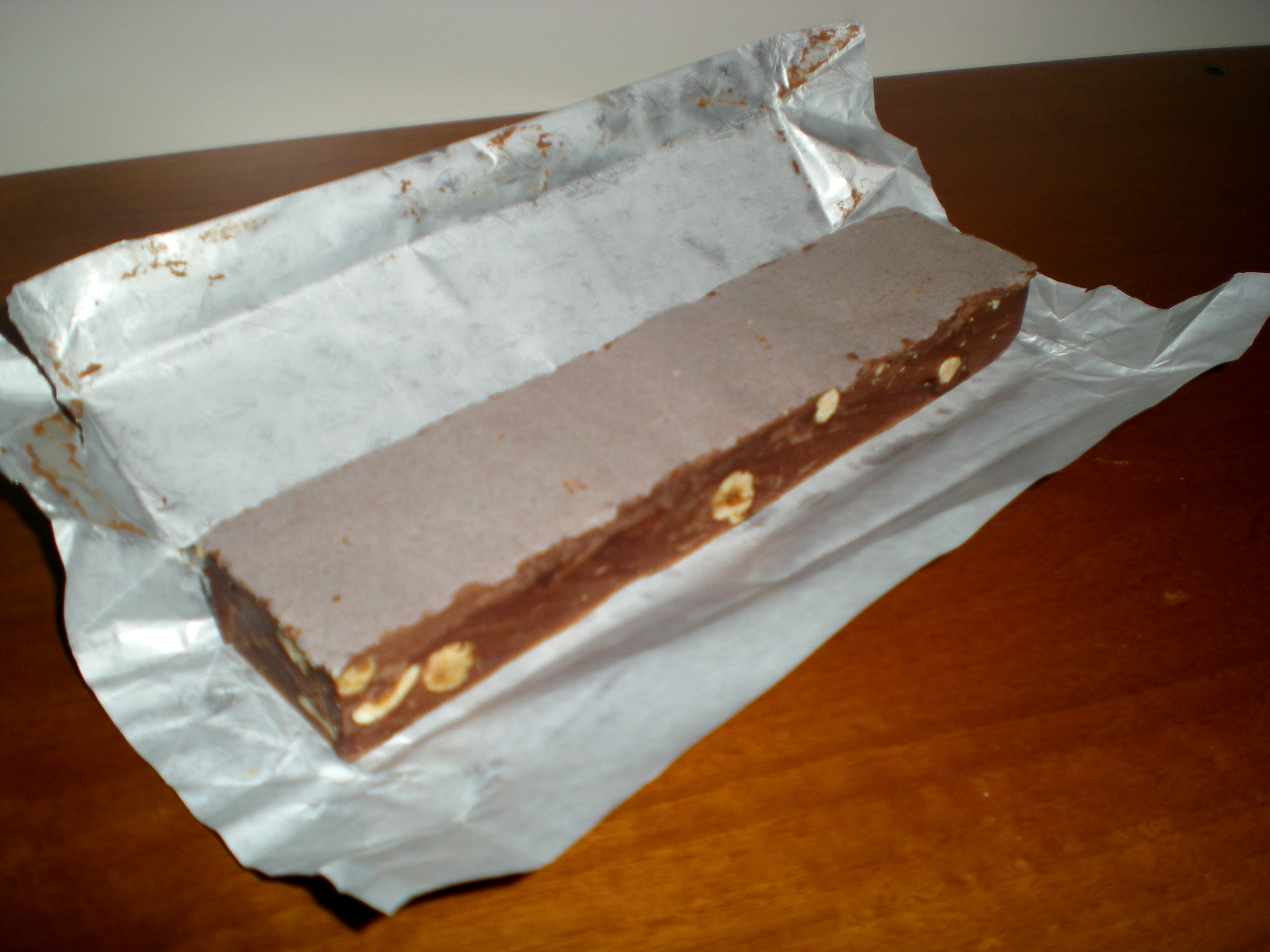
Torrone tenero al cioccolato aquilano

- Torrone tenero al cioccolato aquilano: tipico dell'Aquila, il torrone tenero al cioccolato aquilano è una varietà di torrone nocciolato morbido prodotto in città fin dall'inizio del XIX secolo e caratterizzato dalla presenza di cacao nell'impasto. Questa varietà di torrone è prodotto in forma di stecca ed e costituita da un impasto morbido, spugnoso, di colore marrone con nocciole tostate. Ciò che lo differenzia dal torrone classico di Cremona è la presenza nell'impasto, oltre ad albume d'uovo, miele e zucchero, anche del cacao e la consistenza molto morbida della pasta[49].
- Torta al limone: è il classico pan ducale, questa volta però con un delicato profumo di limone, dato che nell'impasto viene aggiunta della scorza di limone.
- Totere casolane: cannoli di forma conica dalla sfoglia friabile con ripieno di crema pasticciera o crema al cioccolato.
- Zeppole: ne esistono due varianti: sulla costa e nel teramano la zeppola è una specie di bignè con la crema, fritto o cotto al forno, con una piccola amarena al centro. All'Aquila, invece, la zeppola è una specie di ciambella lievitata, fritta e cosparsa di zucchero. Come per molte altre zone d'Italia, sono tipiche della festa di San Giuseppe.

## Pane

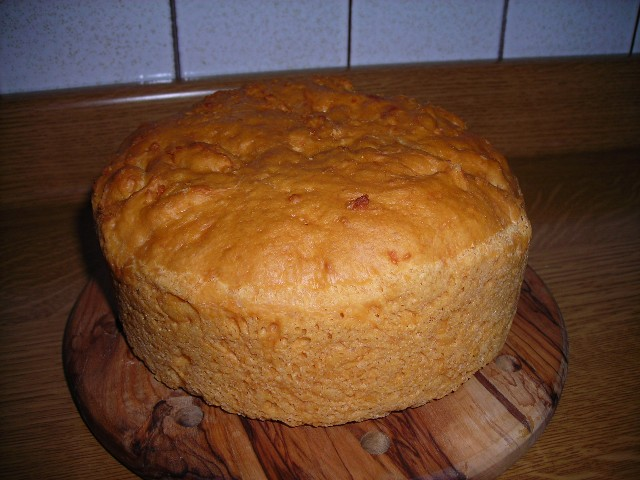
Pizza di Pasqua

Il pane in Abruzzo è un alimento che riveste un ruolo predominante nella gastronomia regionale; ecco l'elenco dei prodotti tipici regionali:
- Pagnotte da forno di Sant'Agata;
- Pane Cappelli;
- Pane casareccio aquilano;
- Pane con le patate;
- Pane di Solina;
- Pane nobile di Guardiagrele;
- Pane parruozzo;
- Panonta;
- Pizza di Pasqua;
- Pizza scima.

La pizza di pasqua è dolce, ed è il centro della colazione di Pasqua, assieme alle uova sode e ai primi salami di stagione.

## Formaggi

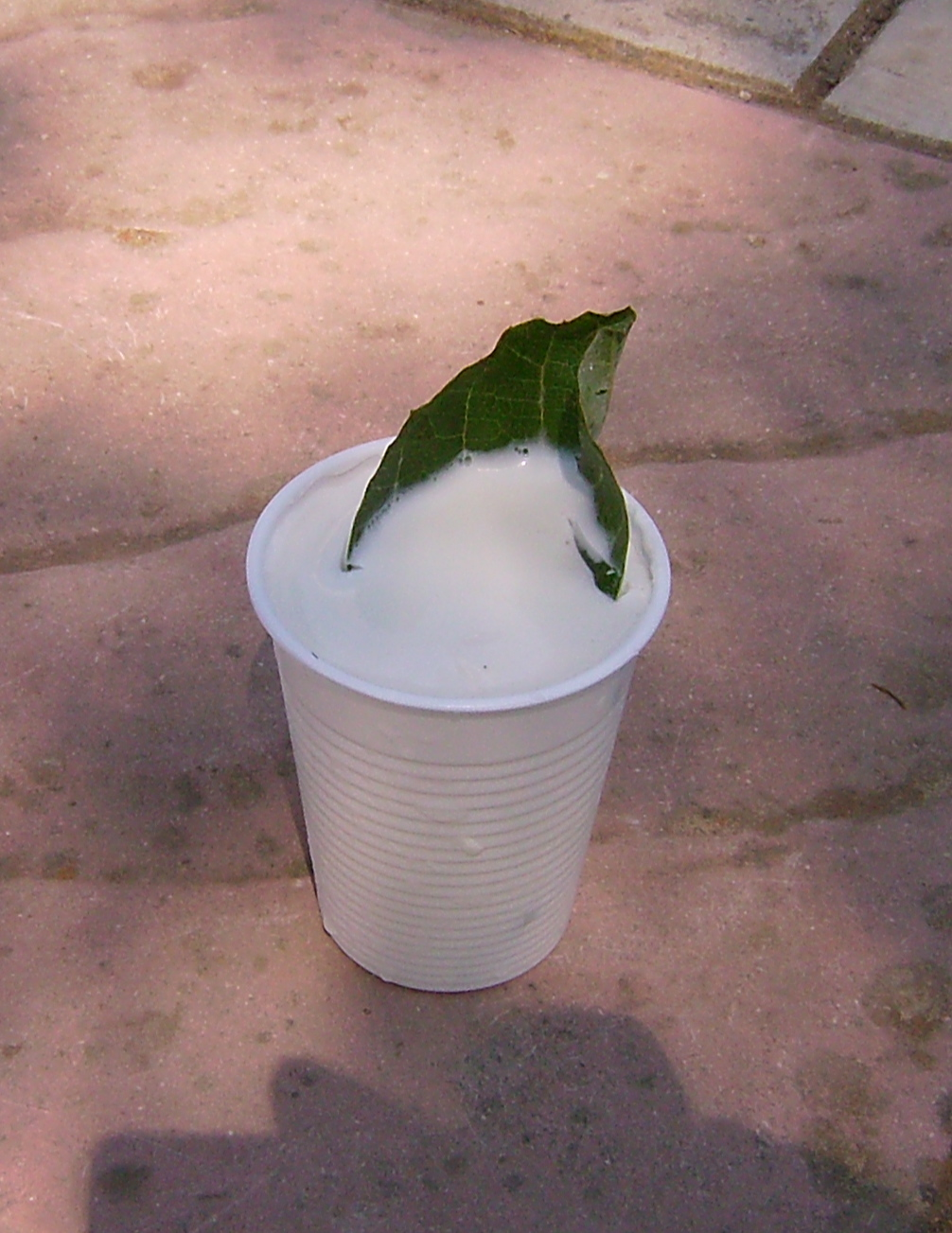
Pampanella

Essendo stata una regione con una forte tradizione pastorale, nella gastronomia abruzzese i formaggi hanno un posto di rilievo; i principali sono:
- Caciocavallo;
- Caciofiore aquilano;
- Caciotta di vacca;
- Caprino;
- Giuncata;
  - Giuncatella abruzzese;
- Incanestrato di Castel del Monte;
- Mozzarella;
- Pampanella;
- Pecorino d'Abruzzo;
  - Pecorino di Atri;
  - Pecorino di Farindola;
  - Pecorino marcetto;
- Ricotta salata;
- Scamorza.

## Salumi
Unter den Wurstwaren erwähnen wir:
- Annuje;
  - Annuje teramana;
- Coppa;
- Guanciale amatriciano;
- Lonza;
- Mortadella di Campotosto;
- Mucischia;
- Porchetta abruzzese;
- Prosciuttello;
- Salame;
  - Salame Aquila;
- Salsiccia di fegato;

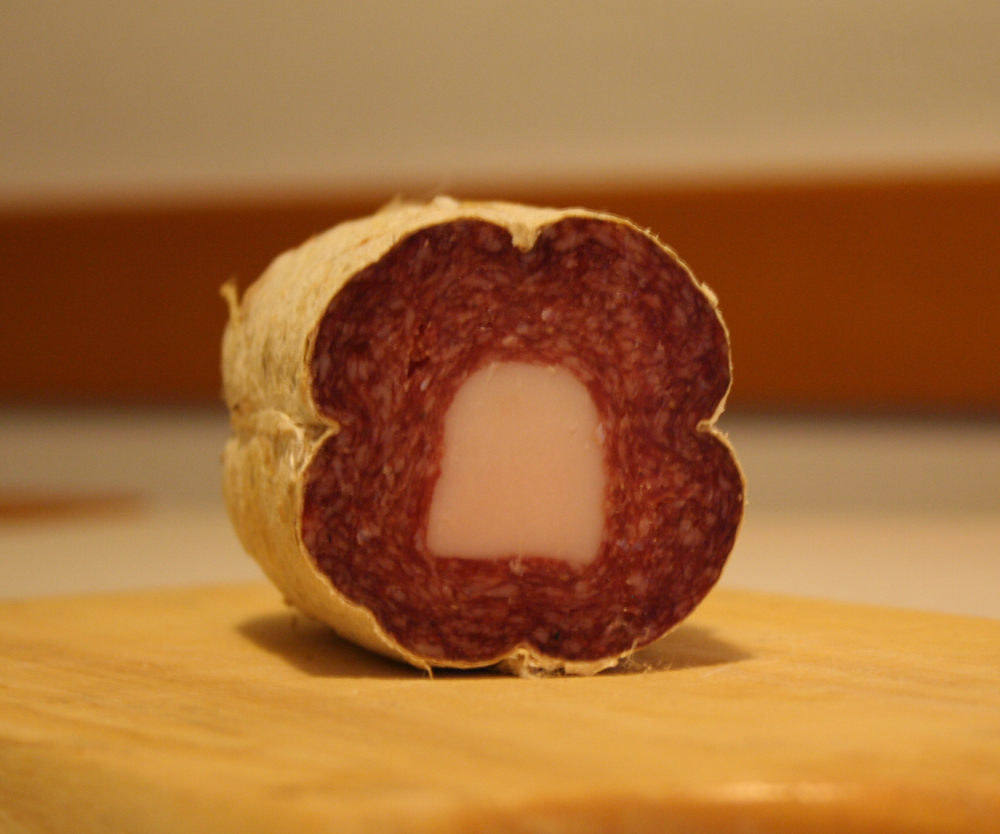
Mortadella di Campotosto

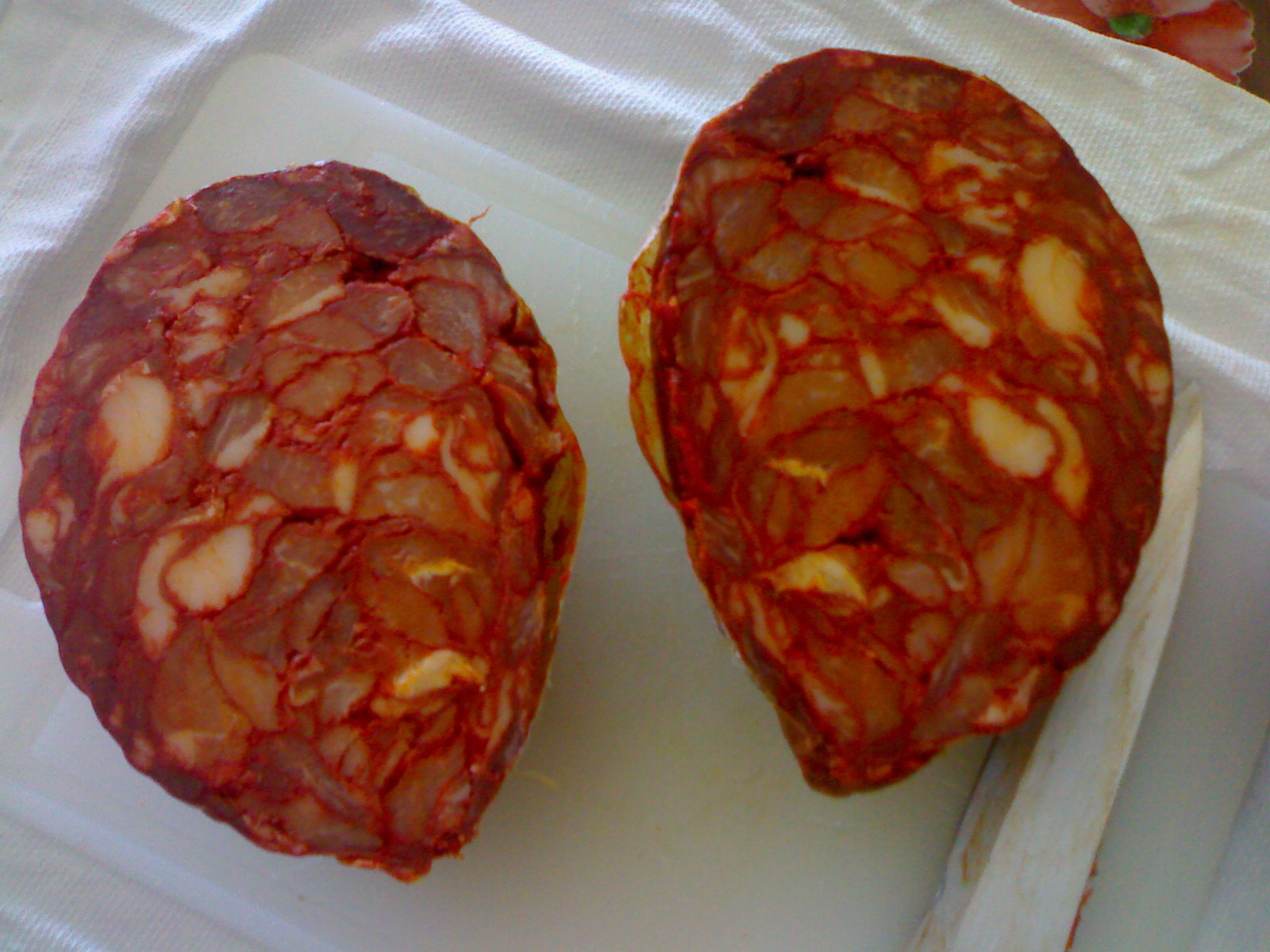
Ventricina del vastese

  - Salamelle di fegato al vino cotto;
  - Salsiccia di fegato con miele;
- Salsiccia di maiale sott'olio;
- Salsicciotto;
  - Salsicciotto di Pennapiedimonte;
  - Salsicciotto frentano;
  - Salsicciotto (o lumello) di Guilmi
- Soppressata
- Ventricina del vastese

## Olio d'oliva

### Varietà di olio

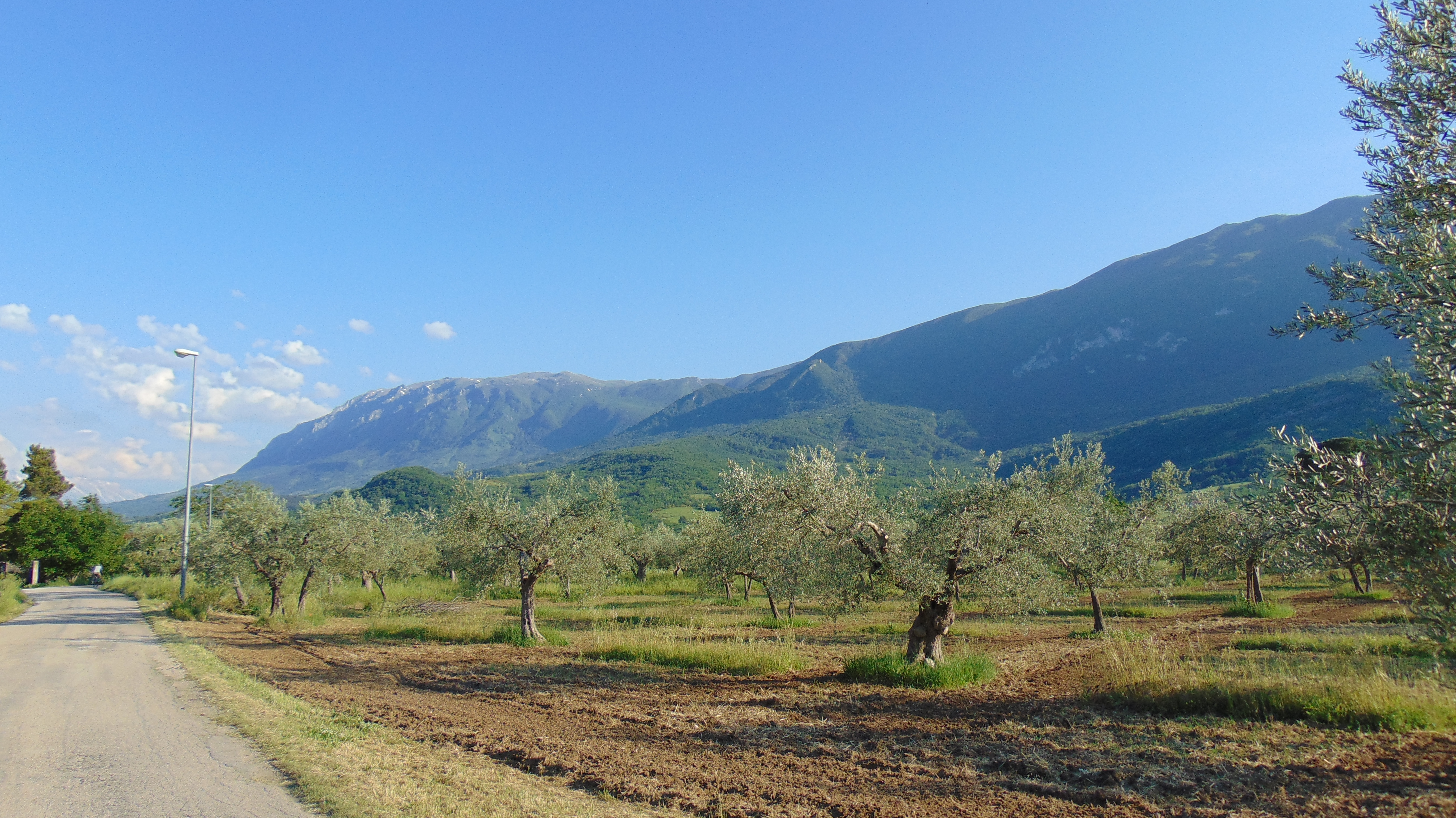
Un oliveto di Tocco da Casauria

Importante l'utilizzo dell'olio nelle ricette regionali sia di montagna che di mare; tra i prodotti oleari più diffusi troviamo l'Aprutino Pescarese, il Colline Teatine, l'olio extra vergine di oliva delle Valli Aquilane e il Pretuziano delle Colline Teramane.

### Varietà di cultivar di olivo
Le cultivar di olivo prodotte in Abruzzo sono:
- Carpinetana;
- Castiglionese;
- Crognalegna;
- Dritta;
- Gentile dell'Aquila;
- Gentile di Chieti;
- Olive intosso;

- Monicella;
- Morella;
- Nebbio di Chieti;
- Raja;
- Toccolana;
- Tortiglione.

## Vini e liquori

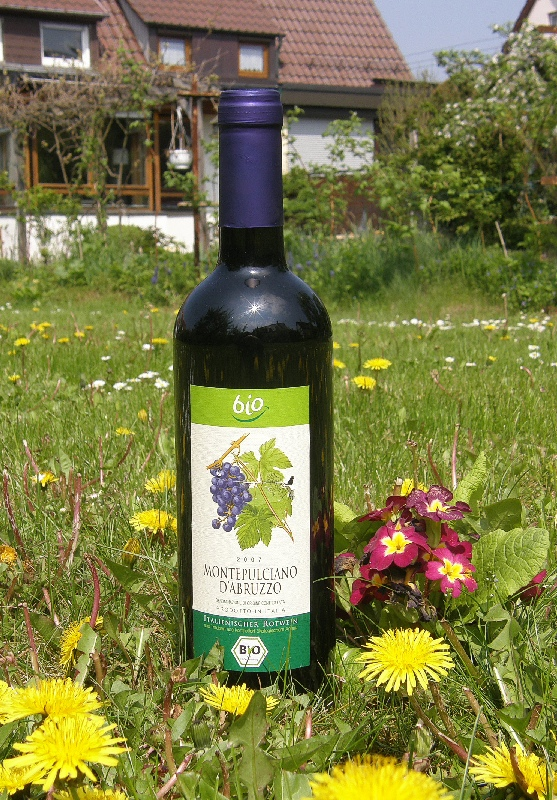
Montepulciano d'Abruzzo

Per quanto riguarda i vini abruzzesi, è famoso nel mondo il Montepulciano d'Abruzzo prodotto in tutta la regione, in particolare il Montepulciano d'Abruzzo Colline Teramane DOCG, da qualche anno dichiarato uno dei migliori vini d'Italia; altri vini della regione sono il Cerasuolo d'Abruzzo, il Controguerra, il Montonico, il Tollum e il Trebbiano d'Abruzzo, e altri vini IGT, come la Cococciola, il Monsonico, il Moscato di Castiglione a Casauria, la Passerina e il Pecorino. Tra i liquori troviamo l'Aurum, il Centerbe, il Corfinio, il liquore allo zafferano, il liquore di genziana e il Ratafià. Da ultimo, vi sono l'amaro abruzzese, il mosto cotto e il vino cotto.

## Prodotti tipici
Liquirizia di Atri: coltivata e commercializzata in Abruzzo ad Atri sin dai tempi dei Romani, la regione è la seconda in Italia dopo la Calabria per la maggior produzione.